# Coupe de France de football 2023-2024
Navigation
Édition précédente Édition suivante
La Coupe de France de football 2023-2024 est la 107e édition de la Coupe de France, compétition à élimination directe mettant aux prises des clubs de football amateurs et professionnels affiliés à la Fédération française de football, qui l'organise conjointement avec les ligues régionales. Au total, ce sont 7355 clubs qui participent à cette édition
Le vainqueur de la compétition se qualifie pour la phase de ligue de la Ligue Europa 2024-2025 et pour le Trophée des champions 2024. Cependant, le vainqueur de cette édition, le Paris Saint-Germain, étant vainqueur du championnat et déjà qualifié en Ligue des champions, c'est le vice-champion de Ligue 1, l'AS Monaco, et le finaliste de la Coupe de France, l'Olympique lyonnais, qui se qualifient pour le Trophée des champions et la Ligue Europa respectivement.
La finale de cette édition se déroule au Stade Pierre-Mauroy, près de Lille, elle est délocalisée cette année-là en raison des travaux de rénovation du Stade de France pour les Jeux olympiques d'été de 2024,.

## Déroulement de la compétition
Le système est le même que celui utilisé les années précédentes.

## Calendrier
Le calendrier est le suivant:
| Tour | Nom                        | Dates retenues                              | Équipes entrantes  | Équipes participantes | Équipes gagnantes  |
| Phase préliminaire                                                                                            | Phase préliminaire         | Phase préliminaire                          | Phase préliminaire | Phase préliminaire    | Phase préliminaire |
| --- | -------------------------- | ------------------------------------------- | ------------------ | --------------------- | ------------------ |
| 1 | Premier tour               | dates régionales                            | 5228               | 5228                  | 2614               |
| 2 | Deuxième tour              | dates régionales                            | 1434               | 4048                  | 2024               |
| Entrée des 123 clubs de National 3, du club représentant de St-Pierre-et-Miquelon, et 128 de R1               |                            |                                             |                    |                       |                    |
| 3 | Troisième tour             | samedi 16 et dimanche 17 septembre          | 252                | 2276                  | 1138               |
| Entrée des 50 clubs de National 2                                                                             |                            |                                             |                    |                       |                    |
| 4 | Quatrième tour             | samedi 30 septembre et dimanche 1er octobre | 50                 | 1188                  | 594                |
| Entrée des 18 clubs de National                                                                               |                            |                                             |                    |                       |                    |
| 5 | Cinquième tour             | samedi 14 et dimanche 15 octobre            | 18                 | 612                   | 306                |
| 6 | Sixième tour               | samedi 28 et dimanche 29 octobre            | -                  | 306                   | 153                |
| Entrée des 20 clubs de Ligue 2 et des 3 clubs représentants de Mayotte, de Nouvelle-Calédonie et de Polynésie |                            |                                             |                    |                       |                    |
| 7 | Septième tour              | samedi 18 et dimanche 19 novembre           | 23                 | 176                   | 88                 |
| Entrée des 4 clubs représentants de Guadeloupe, de Guyane, de La Réunion et de Martinique                     |                            |                                             |                    |                       |                    |
| 8 | Huitième tour              | samedi 9 et dimanche 10 décembre            | 4                  | 92                    | 46                 |
| Phase finale                                                                                                  |                            |                                             |                    |                       |                    |
| Entrée des 18 clubs de Ligue 1                                                                                |                            |                                             |                    |                       |                    |
| 9 | Trente-deuxièmes de finale | samedi 6 et dimanche 7 janvier              | 18                 | 64                    | 32                 |
| 10 | Seizièmes de finale        | samedi 20 et dimanche 21 janvier            | -                  | 32                    | 16                 |
| 11 | Huitièmes de finale        | mercredi 7 février                          | -                  | 16                    | 8                  |
| 12 | Quarts de finale           | mercredi 28 février                         | -                  | 8                     | 4                  |
| 13 | Demi-finales               | mercredi 3 avril                            | -                  | 4                     | 2                  |
| 14 | Finale                     | samedi 25 mai                               | -                  | 2                     | 1                  |

## Phase préliminaire

### Tours régionaux
Plusieurs milliers de matchs sont joués lors des tours préliminaires.

Dans cet article, seuls seront indiqués l'ensemble des résultats à partir du 7e tour.

Pour consulter l'ensemble des rencontres, voir l'article en anglais : en:2023–24 Coupe de France preliminary rounds

### Septième tour

#### Participants
Les 153 clubs qualifiés du 6e tour, issus des phases régionales, sont rejoints par les 20 clubs de Ligue 2 ainsi que les 3 représentants ultramarins de Mayotte, de Nouvelle-Calédonie et de Polynésie.
La répartition du nombre de clubs par ligue régionale est déterminé pour chaque édition par la fédération.

#### Tirages
Le tirage est effectué en deux phases : un premier, spécial outre-mer, est effectué le mardi 31 octobre et le second, tirage principal, est organisé le mercredi 1er novembre à 11h45 au CNF Clairefontaine.
- Outre-mer

Des trois clubs ultramarins qui entrent au 7e tour, seul le club représentant de Nouvelle-Calédonie joue à domicile contre un club métropolitain, au contraire des clubs représentants de Mayotte et de Polynésie qui se déplacent en Métropole, selon la règle de l'alternance (Métropole/Outre-Mer) sauf pour Mayotte qui ne possède pas de stade homologué pour accueillir de match.
Un tirage au sort pour déterminer le club qui se déplace en Nouvelle-Calédonie a lieu parmi une liste de clubs candidats de métropole ayant émis le souhait de se déplacer en outre-mer tandis que les deux autres clubs ultramarins sont intégrés au tirage au sort principal.
C'est le club de l'US Thionville Lusitanos (N3) qui est tiré au sort pour se déplacer en Nouvelle-Calédonie.
- Métropole

Les équipes sont réparties dans neuf groupes distincts de niveau équitable et géographiques y compris les clubs représentants de Mayotte et de Polynésie, l'AS Rosador et l'AS Pirae qui se déplacent en métropole.

#### Rencontres
- Match en outre-mer

| 18 novembre 2023          | Hienghène Sport (Super Ligue) | 0 - 4   | US Thionville Lusitanos (N3) |                         |                         |
| 14 h 30 UTC+11 4 h 30 CET |                               | (0 - 1) |                              | Stade Numa-Daly, Nouméa | Stade Numa-Daly, Nouméa |

- Groupe A

| 18 novembre 2023 | Stade Plabennécois (N3) | 1 - 1 5 - 6 t. a. b. | FC Challans (N3) |                               |                               |
| 18 h 00 CET      |                         |                      |                  | Stade de Kervéguen, Plabennec | Stade de Kervéguen, Plabennec |
| 18 h 00 CET      | Rapport                 |                      |                  | Stade de Kervéguen, Plabennec | Stade de Kervéguen, Plabennec |
| 18 h 00 CET      | Tirs au but 5 - 6       |                      |                  | Stade de Kervéguen, Plabennec | Stade de Kervéguen, Plabennec |

| 19 novembre 2023 | Stade Paimpolais FC (R2) | 2 - 1 | FC Flers (N3) |                                 |                                 |
| 14 h 00 CET      |                          |       |               | Stade Charles Bourcier, Paimpol | Stade Charles Bourcier, Paimpol |
| 14 h 00 CET      | Rapport                  |       |               | Stade Charles Bourcier, Paimpol | Stade Charles Bourcier, Paimpol |

| 17 novembre 2023 | Stade briochin (N2)                  | 3 - 3 5 - 3 t. a. b. | US Concarneau (L2)                    |                                                          |                                                          |
| 19 h 00 CET      | Martin 51e 64e · Le Marer 90e        | (0 - 0)              | 62e Mouazan · 85e Jannez · 90e Chadli | Stade Fred-Aubert, Saint-Brieuc Arbitrage : B. Lepaysant | Stade Fred-Aubert, Saint-Brieuc Arbitrage : B. Lepaysant |
| 19 h 00 CET      | Kerbrat 61e · Beghin 88e · Tamas 90e | Rapport              | 89e Lebeau · 90e Wahib ·              | Stade Fred-Aubert, Saint-Brieuc Arbitrage : B. Lepaysant | Stade Fred-Aubert, Saint-Brieuc Arbitrage : B. Lepaysant |
| 19 h 00 CET      | Tirs au but 5 - 3                    |                      |                                       | Stade Fred-Aubert, Saint-Brieuc Arbitrage : B. Lepaysant | Stade Fred-Aubert, Saint-Brieuc Arbitrage : B. Lepaysant |

| 17 novembre 2023 | VHF Les Herbiers (N2)                | 2 - 1   | US Avranches MSM (N1)                               |                                                                                     |                                                                                     |
| 19 h 00 CET      | Remy 78e 82e                         | (0 - 1) | 22e Jean                                            | Parc des sports de Massabielle, Les Herbiers Diffuseur : FFFTV Arbitrage : G. Henry | Parc des sports de Massabielle, Les Herbiers Diffuseur : FFFTV Arbitrage : G. Henry |
| 19 h 00 CET      | Tegar 41e · Pillot 45e · Zilliox 88e | Rapport | 28e Lemeray · 35e Tertereau · 45e Jean · 66e Daguin | Parc des sports de Massabielle, Les Herbiers Diffuseur : FFFTV Arbitrage : G. Henry | Parc des sports de Massabielle, Les Herbiers Diffuseur : FFFTV Arbitrage : G. Henry |

| 18 novembre 2023 | Dinan Léhon FC (N2) | 3 - 1 | TA Rennes (N3) |                             |                             |
| 18 h 00 CET      |                     |       |                | Stade du Clos Gastel, Dinan | Stade du Clos Gastel, Dinan |
| 18 h 00 CET      | Rapport             |       |                | Stade du Clos Gastel, Dinan | Stade du Clos Gastel, Dinan |

| 19 novembre 2023 | US Châteaugiron (R3) | 0 - 6 | AS Vitré (N3) |                               |                               |
| 14 h 00 CET      |                      |       |               | Stade municipal, Châteaugiron | Stade municipal, Châteaugiron |
| 14 h 00 CET      | Rapport              |       |               | Stade municipal, Châteaugiron | Stade municipal, Châteaugiron |

| 19 novembre 2023 | SU Dives-Cabourg (N3) | 2 - 3 | FC Dieppe (N3) |                                        |                                        |
| 14 h 00 CET      |                       |       |                | Stade André Heurtematte, Dives-sur-Mer | Stade André Heurtematte, Dives-sur-Mer |
| 14 h 00 CET      | Rapport               |       |                | Stade André Heurtematte, Dives-sur-Mer | Stade André Heurtematte, Dives-sur-Mer |

| 19 novembre 2023 | Paotred Dispount (N3) | 3 - 1 | EA Saint-Renan (R1) |                                  |                                  |
| 15 h 00 CET      |                       |       |                     | Stade de Lestonan, Ergué-Gabéric | Stade de Lestonan, Ergué-Gabéric |
| 15 h 00 CET      | Rapport               |       |                     | Stade de Lestonan, Ergué-Gabéric | Stade de Lestonan, Ergué-Gabéric |

| 18 novembre 2023 | GSI Pontivy (N3) | 2 - 0 | Plougastel FC (R1) |                                      |                                      |
| 18 h 00 CET      |                  |       |                    | Stade du Faubourg de Verdun, Pontivy | Stade du Faubourg de Verdun, Pontivy |
| 18 h 00 CET      | Rapport          |       |                    | Stade du Faubourg de Verdun, Pontivy | Stade du Faubourg de Verdun, Pontivy |

| 19 novembre 2023 | Stade Pontivyen (N3) | 1 - 2 | FC Rouen 1899 (N1) |                                      |                                      |
| 15 h 00 CET      |                      |       |                    | Stade du Faubourg de Verdun, Pontivy | Stade du Faubourg de Verdun, Pontivy |
| 15 h 00 CET      | Rapport              |       |                    | Stade du Faubourg de Verdun, Pontivy | Stade du Faubourg de Verdun, Pontivy |

| 18 novembre 2023 | US Saint-Malo (N2) | 2 - 2 2 - 4 t. a. b. | EA Guingamp (L2) |                                                 |                                                 |
| 14 h 00 CET      |                    |                      |                  | Stade de Marville, Saint-Malo Diffuseur : FFFTV | Stade de Marville, Saint-Malo Diffuseur : FFFTV |
| 14 h 00 CET      | Rapport            |                      |                  | Stade de Marville, Saint-Malo Diffuseur : FFFTV | Stade de Marville, Saint-Malo Diffuseur : FFFTV |
| 14 h 00 CET      | Tirs au but 2 - 4  |                      |                  | Stade de Marville, Saint-Malo Diffuseur : FFFTV | Stade de Marville, Saint-Malo Diffuseur : FFFTV |

| 18 novembre 2023 | AG Caen (N3) | 2 - 1 | US Fougères (N3) |                                        |                                        |
| 18 h 00 CET      |              |       |                  | Stade de Venoix - Claude-Mercier, Caen | Stade de Venoix - Claude-Mercier, Caen |
| 18 h 00 CET      | Rapport      |       |                  | Stade de Venoix - Claude-Mercier, Caen | Stade de Venoix - Claude-Mercier, Caen |

- Groupe B

| 18 novembre 2023 | US Provin (R1) | 0 - 5   | Stade lavallois (L2)                                        |                                                      |                                                      |
| 14 h 00 CET      |                | (0 - 4) | 9e Tell · 21e Baldã · 37e Vargas · 42e Kadile · 90e Mupemba | Stadium Lille Métropole, Lille Arbitrage : A. Djedid | Stadium Lille Métropole, Lille Arbitrage : A. Djedid |
| 14 h 00 CET      | Rapport        |         |                                                             | Stadium Lille Métropole, Lille Arbitrage : A. Djedid | Stadium Lille Métropole, Lille Arbitrage : A. Djedid |

| 19 novembre 2023 | US Philibertine (N3) | 2 - 0 | Vendée Poiré Football (N3) |                                                             |                                                             |
| 14 h 00 CET      |                      |       |                            | Complexe sportif des Chevrets, Saint-Philbert-de-Grand-Lieu | Complexe sportif des Chevrets, Saint-Philbert-de-Grand-Lieu |
| 14 h 00 CET      | Rapport              |       |                            | Complexe sportif des Chevrets, Saint-Philbert-de-Grand-Lieu | Complexe sportif des Chevrets, Saint-Philbert-de-Grand-Lieu |

| 19 novembre 2023 | US Torcy PVMF (R1) | 0 - 1 | FC Fleury 91 (N2) |                        |                        |
| 14 h 00 CET      |                    |       |                   | Stade du Frémoy, Torcy | Stade du Frémoy, Torcy |
| 14 h 00 CET      | Rapport            |       |                   | Stade du Frémoy, Torcy | Stade du Frémoy, Torcy |

| 19 novembre 2023 | US Nœux-les-Mines (R1) | 2 - 2 7 - 8 t. a. b. | Avoine OCC (N2) |                                         |                                         |
| 14 h 00 CET      |                        |                      |                 | Stade Camille Tisserand, Nœux-les-Mines | Stade Camille Tisserand, Nœux-les-Mines |
| 14 h 00 CET      | Rapport                |                      |                 | Stade Camille Tisserand, Nœux-les-Mines | Stade Camille Tisserand, Nœux-les-Mines |
| 14 h 00 CET      | Tirs au but 7 - 8      |                      |                 | Stade Camille Tisserand, Nœux-les-Mines | Stade Camille Tisserand, Nœux-les-Mines |

| 18 novembre 2023 | LB Châteauroux (N1)       | 2 - 1   | Red Star FC (N1)   |                                                                     |                                                                     |
| 13 h 45 CET      | Mille 3e                  | (1 - 1) | 15e Doucouré       | Stade Gaston-Petit, Châteauroux Diffuseur : FFFTV Arbitrage : Thual | Stade Gaston-Petit, Châteauroux Diffuseur : FFFTV Arbitrage : Thual |
| 13 h 45 CET      | Duterte 20e · Durbant 53e | Rapport | 90e Ikanga A Ngele | Stade Gaston-Petit, Châteauroux Diffuseur : FFFTV Arbitrage : Thual | Stade Gaston-Petit, Châteauroux Diffuseur : FFFTV Arbitrage : Thual |

| 19 novembre 2023 | JS Douvres (R2) | 2 - 1 | US Choisy-au-Bac (R1) |                                                     |                                                     |
| 14 h 00 CET      |                 |       |                       | Complexe sportif Pierre Roux, Douvres-la-Délivrande | Complexe sportif Pierre Roux, Douvres-la-Délivrande |
| 14 h 00 CET      | Rapport         |       |                       | Complexe sportif Pierre Roux, Douvres-la-Délivrande | Complexe sportif Pierre Roux, Douvres-la-Délivrande |

| 18 novembre 2023 | FC Plessis-Robinson (R1) | 2 - 1 | ESA Brissac (R2) |                                                 |                                                 |
| 16 h 00 CET      |                          |       |                  | Parc des sports du Hameau , Le Plessis-Robinson | Parc des sports du Hameau , Le Plessis-Robinson |
| 16 h 00 CET      | Rapport                  |       |                  | Parc des sports du Hameau , Le Plessis-Robinson | Parc des sports du Hameau , Le Plessis-Robinson |

| 18 novembre 2023 | Houilles AC (R1) | 0 - 2   | Angers SCO (L2)         |                                                        |                                                        |
| 14 h 00 CET      |                  | (0 - 1) | 38e Diony · 90e Abdelli | Stade Maurice Baquet, Houilles Arbitrage : W. Toulliou | Stade Maurice Baquet, Houilles Arbitrage : W. Toulliou |
| 14 h 00 CET      | Lacen 36e        | Rapport |                         | Stade Maurice Baquet, Houilles Arbitrage : W. Toulliou | Stade Maurice Baquet, Houilles Arbitrage : W. Toulliou |

| 19 novembre 2023 | AS Villers-Houlgate (N3) | 4 - 0 | FC Équeurdreville-Hainneville (R1) |                                      |                                      |
| 14 h 00 CET      |                          |       |                                    | Stade André Salesse, Villers-sur-Mer | Stade André Salesse, Villers-sur-Mer |
| 14 h 00 CET      | Rapport                  |       |                                    | Stade André Salesse, Villers-sur-Mer | Stade André Salesse, Villers-sur-Mer |

| 19 novembre 2023 | US Laon (R1) | 1 - 2 | Racing CFF (N2) |                              |                              |
| 14 h 00 CET      |              |       |                 | Stade Marcel Levindrey, Laon | Stade Marcel Levindrey, Laon |
| 14 h 00 CET      | Rapport      |       |                 | Stade Marcel Levindrey, Laon | Stade Marcel Levindrey, Laon |

- Groupe C

| 19 novembre 2023 | Saint-Michel FC 91 (D1) | 0 - 2   | Entente SSG (N3) |                                    |                                    |
| 14 h 00 CET      |                         | (0 - 0) |                  | Stade Jean Marc Salinier, Les Ulis | Stade Jean Marc Salinier, Les Ulis |
| 14 h 00 CET      | Rapport                 |         |                  | Stade Jean Marc Salinier, Les Ulis | Stade Jean Marc Salinier, Les Ulis |

| 19 novembre 2023 | Olympique Noisy-le-Sec (R2) | 0 - 2 | AS Furiani-Agliani (N2) |                                      |                                      |
| 14 h 00 CET      |                             |       |                         | Stade Salvador Allende, Noisy-le-Sec | Stade Salvador Allende, Noisy-le-Sec |
| 14 h 00 CET      | Rapport                     |       |                         | Stade Salvador Allende, Noisy-le-Sec | Stade Salvador Allende, Noisy-le-Sec |

| 18 novembre 2023 | UF Mâconnais (N2) | 1 - 2 | Louhans-Cuiseaux FC (N3) |                            |                            |
| 18 h 00 CET      |                   |       |                          | Stade Pierre Guerin, Mâcon | Stade Pierre Guerin, Mâcon |
| 18 h 00 CET      | Rapport           |       |                          | Stade Pierre Guerin, Mâcon | Stade Pierre Guerin, Mâcon |

| 18 novembre 2023 | US Cosne-Cours-sur-Loire (N3) | 1 - 0 | US Chantilly (N3) |                                             |                                             |
| 17 h 00 CET      |                               |       |                   | Stade Raphaël Giraux, Cosne-Cours-sur-Loire | Stade Raphaël Giraux, Cosne-Cours-sur-Loire |
| 17 h 00 CET      | Rapport                       |       |                   | Stade Raphaël Giraux, Cosne-Cours-sur-Loire | Stade Raphaël Giraux, Cosne-Cours-sur-Loire |

| 18 novembre 2023 | US Le Pays du Valois (N3) | 0 - 0 2 - 4 t. a. b. | AJ Auxerre (L2) |                            |                            |
| 18 h 00 CET      |                           |                      |                 | Stade Walter Luzi, Chambly | Stade Walter Luzi, Chambly |
| 18 h 00 CET      | Rapport                   |                      |                 | Stade Walter Luzi, Chambly | Stade Walter Luzi, Chambly |
| 18 h 00 CET      | Tirs au but 2 - 4         |                      |                 | Stade Walter Luzi, Chambly | Stade Walter Luzi, Chambly |

| 18 novembre 2023          | FC Saint-Méziery (R1) | 1 - 0 | AS Pirae (Tahiti Ligue 1) |                                   |                                   |
| 14 h 00 CET 3 h 00 UTC-10 |                       | (-)   |                           | Stade Hubert Clercy, Saint-Mesmin | Stade Hubert Clercy, Saint-Mesmin |

| 18 novembre 2023 | US Pays de Saint-Omer (R1) | 1 - 1 5 - 4 t. a. b. | Saint-Denis US (R1) |                                 |                                 |
| 19 h 00 CET      |                            |                      |                     | Stade Gaston Bonnet, Saint-Omer | Stade Gaston Bonnet, Saint-Omer |
| 19 h 00 CET      | Rapport                    |                      |                     | Stade Gaston Bonnet, Saint-Omer | Stade Gaston Bonnet, Saint-Omer |
| 19 h 00 CET      | Tirs au but 5 - 4          |                      |                     | Stade Gaston Bonnet, Saint-Omer | Stade Gaston Bonnet, Saint-Omer |

| 18 novembre 2023 | SAS Épinal (N1)    | 2 - 1   | ES Troyes AC (L2)             |                                |                                |
| 13 h 45 CET      | Labissiere 47e 85e | (0 - 0) | 52e Lefebvre                  | Stade de la Colombière, Épinal | Stade de la Colombière, Épinal |
| 13 h 45 CET      | Umbdenstock 58e    | Rapport | 58e Zoukrou · 89e Mazou-Sacko | Stade de la Colombière, Épinal | Stade de la Colombière, Épinal |

| 19 novembre 2023 | SAQ Le Quesnoy (R3) | 1 - 4 | FC Métropole Troyenne (N3) |                                     |                                     |
| 14 h 00 CET      |                     |       |                            | Stade Hubert Jouanisson, Le Quesnoy | Stade Hubert Jouanisson, Le Quesnoy |
| 14 h 00 CET      | Rapport             |       |                            | Stade Hubert Jouanisson, Le Quesnoy | Stade Hubert Jouanisson, Le Quesnoy |

| 18 novembre 2023 | US Villejuif (R1)                              | 2 - 2 4 - 5 t. a. b. | Paris FC (L2)               |                                                               |                                                               |
| 14 h 00 CET      | Arby 50e 56e                                   | (0 - 1)              | 10e Lamine Diaby · 83e Mbow | Stade Edouard Clerville, Ivry-sur-Seine Arbitrage : B. Roffet | Stade Edouard Clerville, Ivry-sur-Seine Arbitrage : B. Roffet |
| 14 h 00 CET      | Hely 45e · Cissokho 54e · Arby 73e · Morel 84e | Rapport              | 80e Mbow · 83e Camara ·     | Stade Edouard Clerville, Ivry-sur-Seine Arbitrage : B. Roffet | Stade Edouard Clerville, Ivry-sur-Seine Arbitrage : B. Roffet |
| 14 h 00 CET      | Tirs au but 4 - 5                              |                      |                             | Stade Edouard Clerville, Ivry-sur-Seine Arbitrage : B. Roffet | Stade Edouard Clerville, Ivry-sur-Seine Arbitrage : B. Roffet |

- Groupe D

| 18 novembre 2023 | Montdidier AC (R3) | 0 - 4 | Quevilly-Rouen Métropole (L2) |                             |                             |
| 18 h 30 CET      |                    |       |                               | Stade de la Licorne, Amiens | Stade de la Licorne, Amiens |
| 18 h 30 CET      | Rapport            |       |                               | Stade de la Licorne, Amiens | Stade de la Licorne, Amiens |

| 18 novembre 2023 | RC Doullens (D1) | 0 - 6   | Dijon FCO (N1)                                             |                                                          |                                                          |
| 14 h 30 CET      |                  | (0 - 1) | 25e 52e Ben Fredj · 62e Irié · 71e Drouhin · 82e 85e Schur | Stade Jacques Mossion, Doullens Arbitrage : S. Llewellyn | Stade Jacques Mossion, Doullens Arbitrage : S. Llewellyn |
| 14 h 30 CET      |                  | Rapport | 38e Ben Fredj                                              | Stade Jacques Mossion, Doullens Arbitrage : S. Llewellyn | Stade Jacques Mossion, Doullens Arbitrage : S. Llewellyn |

| 18 novembre 2023 | FC Bondues (R1) | 0 - 1   | Entente Feignies Aulnoye FC (N2) |                                               |                                               |
| 14 h 00 CET      |                 | (0 - 1) | 33e Azbague                      | Complexe du Fort, Bondues Arbitrage : M. Plat | Complexe du Fort, Bondues Arbitrage : M. Plat |
| 14 h 00 CET      | Boudersa 88e    | Rapport | 82e Grasso · 88e Ouattara        | Complexe du Fort, Bondues Arbitrage : M. Plat | Complexe du Fort, Bondues Arbitrage : M. Plat |

| 18 novembre 2023 | É. Itancourt-Neuville (R1)          | 3 - 2   | IC Croix (N3)                                   |                                                                |                                                                |
| 14 h 00 CET      | Jeffrey Pierre 3e 20e · Duflot 89e  | (2 - 1) | 45e Robert · 81e Dos Santos                     | Stade du Parc de la Marquette, Itancourt Arbitrage : J. Reynet | Stade du Parc de la Marquette, Itancourt Arbitrage : J. Reynet |
| 14 h 00 CET      | Soumbounou 55e · Jeffrey Pierre 80e | Rapport | 27e, 90e Robert · 43e Dos Santos · 60e Bouardja | Stade du Parc de la Marquette, Itancourt Arbitrage : J. Reynet | Stade du Parc de la Marquette, Itancourt Arbitrage : J. Reynet |

| 26 novembre 2023 | US Blériot-Plage (R3) | 0 - 0 3 - 1 t. a. b. | ASPTT Dijon (N3) |                              |                              |
| 14 h 00 CET      |                       |                      |                  | Stade des Huttes, Gravelines | Stade des Huttes, Gravelines |
| 14 h 00 CET      | Rapport               |                      |                  | Stade des Huttes, Gravelines | Stade des Huttes, Gravelines |
| 14 h 00 CET      | Tirs au but 3 - 1     |                      |                  | Stade des Huttes, Gravelines | Stade des Huttes, Gravelines |

| 19 novembre 2023 | US Camon (R2) | 2 - 5 | FC Chambly Oise (N2) |                             |                             |
| 14 h 00 CET      |               |       |                      | Stade Lucien Jovelin, Camon | Stade Lucien Jovelin, Camon |
| 14 h 00 CET      | Rapport       |       |                      | Stade Lucien Jovelin, Camon | Stade Lucien Jovelin, Camon |

| 18 novembre 2023 | FC Loon-Plage (R1) | 0 - 3 | SM Caen (L2) |                                  |                                  |
| 17 h 00 CET      |                    |       |              | Stade Marcel Rosseel, Loon-Plage | Stade Marcel Rosseel, Loon-Plage |
| 17 h 00 CET      | Rapport            |       |              | Stade Marcel Rosseel, Loon-Plage | Stade Marcel Rosseel, Loon-Plage |

| 18 novembre 2023 | RC Calais (R1) | 2 - 1 | ESC Longueau (R1) |                           |                           |
| 18 h 00 CET      |                |       |                   | Stade de l'Épopée, Calais | Stade de l'Épopée, Calais |
| 18 h 00 CET      | Rapport        |       |                   | Stade de l'Épopée, Calais | Stade de l'Épopée, Calais |

| 19 novembre 2023 | Reims Sainte-Anne (N3) | 1 - 1 5 - 4 t. a. b. | US Boulogne CO (N2) |                                  |                                  |
| 14 h 00 CET      |                        |                      |                     | Stade Robert Pirès, Cormontreuil | Stade Robert Pirès, Cormontreuil |
| 14 h 00 CET      | Rapport                |                      |                     | Stade Robert Pirès, Cormontreuil | Stade Robert Pirès, Cormontreuil |
| 14 h 00 CET      | Tirs au but 5 - 4      |                      |                     | Stade Robert Pirès, Cormontreuil | Stade Robert Pirès, Cormontreuil |

| 18 novembre 2023 | Chaumont FC (R1) | 0 - 1   | USL Dunkerque (L2)                                      |                                                     |                                                     |
| 19 h 00 CET      |                  | (0 - 0) | 63e Bah                                                 | Stade Georges Dodin, Chaumont Arbitrage : G. Kubler | Stade Georges Dodin, Chaumont Arbitrage : G. Kubler |
| 19 h 00 CET      |                  | Rapport | 51e Gambor · 87e Rytlewski · 90e Baghdadi · 90e Bilingi | Stade Georges Dodin, Chaumont Arbitrage : G. Kubler | Stade Georges Dodin, Chaumont Arbitrage : G. Kubler |

- Groupe E

| 19 novembre 2023 | Jarville JF (R1) | 2 - 4 | Sarreguemines FC (R1) |                                       |                                       |
| 14 h 00 CET      |                  |       |                       | Stade Montaigu, Jarville-la-Malgrange | Stade Montaigu, Jarville-la-Malgrange |
| 14 h 00 CET      | Rapport          |       |                       | Stade Montaigu, Jarville-la-Malgrange | Stade Montaigu, Jarville-la-Malgrange |

| 19 novembre 2023 | ES Villerupt-Thil (R1) | 0 - 2 | ASC Biesheim (N2) |                                  |                                  |
| 14 h 00 CET      |                        |       |                   | Stade Auguste Delaune, Villerupt | Stade Auguste Delaune, Villerupt |
| 14 h 00 CET      | Rapport                |       |                   | Stade Auguste Delaune, Villerupt | Stade Auguste Delaune, Villerupt |

| 19 novembre 2023 | US Forbach (R1)   | 0 - 0 4 - 5 t. a. b. | FC Geispolsheim 01 (R1) |                               |                               |
| 14 h 00 CET      |                   |                      |                         | Stade du Schlossberg, Forbach | Stade du Schlossberg, Forbach |
| 14 h 00 CET      | Rapport           |                      |                         | Stade du Schlossberg, Forbach | Stade du Schlossberg, Forbach |
| 14 h 00 CET      | Tirs au but 4 - 5 |                      |                         | Stade du Schlossberg, Forbach | Stade du Schlossberg, Forbach |

| 17 novembre 2023 | FC Sochaux-Montbéliard (N1) | 2 - 1   | Jura Sud Foot (N2) |                                                       |                                                       |
| 19 h 30 CET      | Daho 37e · Hoggas 60e       | (1 - 1) | 19e Sidibé         | Stade Auguste-Bonal, Montbéliard Arbitrage : M. Leleu | Stade Auguste-Bonal, Montbéliard Arbitrage : M. Leleu |
| 19 h 30 CET      | Dacosta 90e                 | Rapport | 88e Grampeix       | Stade Auguste-Bonal, Montbéliard Arbitrage : M. Leleu | Stade Auguste-Bonal, Montbéliard Arbitrage : M. Leleu |

| 19 novembre 2023 | FC Schweighouse-sur-Moder (R2) | 2 - 3 | ES Thaon (N3) |                                         |                                         |
| 14 h 00 CET      |                                |       |               | Stade municipal, Schweighouse-sur-Moder | Stade municipal, Schweighouse-sur-Moder |
| 14 h 00 CET      | Rapport                        |       |               | Stade municipal, Schweighouse-sur-Moder | Stade municipal, Schweighouse-sur-Moder |

| 18 novembre 2023 | SSEP Hombourg-Haut (R1)                                          | 0 - 3   | Amiens SC (L2)                                |                                                                       |                                                                       |
| 14 h 00 CET      |                                                                  | (0 - 1) | 35e Gélin · 49e (csc) Bouhalloufa · 82e Lutin | Stade Raymond Litzenburger, Hombourg-Haut Arbitrage : A. Perreau Niel | Stade Raymond Litzenburger, Hombourg-Haut Arbitrage : A. Perreau Niel |
| 14 h 00 CET      | Babaya 17e · Ezzaitouni 32e · Fernandez Aznar 51e · Steimetz 51e | Rapport | 79e Bakayoko                                  | Stade Raymond Litzenburger, Hombourg-Haut Arbitrage : A. Perreau Niel | Stade Raymond Litzenburger, Hombourg-Haut Arbitrage : A. Perreau Niel |

| 18 novembre 2023 | US Sarre-Union (N3) | 1 - 0 | APM Metz (R1) |                               |                               |
| 17 h 00 CET      |                     |       |               | Stade Omnisports, Sarre-Union | Stade Omnisports, Sarre-Union |
| 17 h 00 CET      | Rapport             |       |               | Stade Omnisports, Sarre-Union | Stade Omnisports, Sarre-Union |

| 18 novembre 2023 | SR Colmar (N2) | 0 - 1 | CA Pontarlier (N3) |                        |                        |
| 18 h 00 CET      |                |       |                    | Colmar Stadium, Colmar | Colmar Stadium, Colmar |
| 18 h 00 CET      | Rapport        |       |                    | Colmar Stadium, Colmar | Colmar Stadium, Colmar |

| 18 novembre 2023 | FCSR Haguenau (N2)      | 0 - 2   | Valenciennes FC (L2)             |                                                             |                                                             |
| 15 h 00 CET      |                         | (0 - 1) | 5e Jung · 84e Bonnet             | Parc des Sports de Haguenau, Haguenau Arbitrage : R. Landry | Parc des Sports de Haguenau, Haguenau Arbitrage : R. Landry |
| 15 h 00 CET      | Godart 30e · Madihi 88e | Rapport | 15e Costa · 32e Moore · 77e Jung | Parc des Sports de Haguenau, Haguenau Arbitrage : R. Landry | Parc des Sports de Haguenau, Haguenau Arbitrage : R. Landry |

| 18 novembre 2023 | FC Mulhouse (R1) | 2 - 1 | Jura Dolois Football (N3) |                          |                          |
| 18 h 30 CET      |                  |       |                           | Stade de l'Ill, Mulhouse | Stade de l'Ill, Mulhouse |
| 18 h 30 CET      | Rapport          |       |                           | Stade de l'Ill, Mulhouse | Stade de l'Ill, Mulhouse |

- Groupe F

| 18 novembre 2023 | Guérande Saint-Aubin (R3) | 0 - 3 | US Revel (R1) |                                                   |                                                   |
| 18 h 00 CET      |                           |       |               | Stade de l’Île-de-la-Pierre, Saint-André-des-Eaux | Stade de l’Île-de-la-Pierre, Saint-André-des-Eaux |
| 18 h 00 CET      | Rapport                   |       |               | Stade de l’Île-de-la-Pierre, Saint-André-des-Eaux | Stade de l’Île-de-la-Pierre, Saint-André-des-Eaux |

| 18 novembre 2023 | Blagnac FC (N3) | 1 - 0 | Aviron bayonnais (N3) |                                       |                                       |
| 18 h 00 CET      |                 |       |                       | Complexe sportif d'Andromède, Blagnac | Complexe sportif d'Andromède, Blagnac |
| 18 h 00 CET      | Rapport         |       |                       | Complexe sportif d'Andromède, Blagnac | Complexe sportif d'Andromède, Blagnac |

| 19 novembre 2023 | Jeunesse villenavaise (R1) | 1 - 0 | JA Isle (R2) |                                      |                                      |
| 14 h 00 CET      |                            |       |              | Stade Alain Roche, Villenave-d'Ornon | Stade Alain Roche, Villenave-d'Ornon |
| 14 h 00 CET      | Rapport                    |       |              | Stade Alain Roche, Villenave-d'Ornon | Stade Alain Roche, Villenave-d'Ornon |

| 18 novembre 2023 | France d'Aizenay (R2) | 1 - 2 | FC Libourne (N2) |                          |                          |
| 18 h 30 CET      |                       |       |                  | Stade municipal, Aizenay | Stade municipal, Aizenay |
| 18 h 30 CET      | Rapport               |       |                  | Stade municipal, Aizenay | Stade municipal, Aizenay |

| 18 novembre 2023 | FC Chauray (N3) | 0 - 1 | Pau FC (L2) |                          |                          |
| 19 h 00 CET      |                 |       |             | Stade municipal, Chauray | Stade municipal, Chauray |
| 19 h 00 CET      | Rapport         |       |             | Stade municipal, Chauray | Stade municipal, Chauray |

| 18 novembre 2023 | JS Coulaines (R1)         | 2 - 1   | SO Cholet (N1)              |                              |                              |
| 15 h 00 CET      | Menager 63e · Thebert 90e | (0 - 1) | 30e Seye                    | Stade André Conty, Coulaines | Stade André Conty, Coulaines |
| 15 h 00 CET      | Fredrick 43e              | Rapport | 34e Bafounta · 90e Delaunay | Stade André Conty, Coulaines | Stade André Conty, Coulaines |

| 19 novembre 2023 | Aunis Avenir FC (R3) | 0 - 1 | Stade Mayennais FC (R1) |                                      |                                      |
| 14 h 00 CET      |                      |       |                         | Stade François Le Parco, La Rochelle | Stade François Le Parco, La Rochelle |
| 14 h 00 CET      | Rapport              |       |                         | Stade François Le Parco, La Rochelle | Stade François Le Parco, La Rochelle |

| 18 novembre 2023 | US Liffré (R1) | 0 - 3 | Rodez AF (L2) |                              |                              |
| 15 h 00 CET      |                |       |               | Stade Nelson Paillou, Liffré | Stade Nelson Paillou, Liffré |
| 15 h 00 CET      | Rapport        |       |               | Stade Nelson Paillou, Liffré | Stade Nelson Paillou, Liffré |

| 18 novembre 2023 | FC Bassin d'Arcachon (R1) | 2 - 1 | Olympique de Saumur (N2) |                              |                              |
| 19 h 00 CET      |                           |       |                          | Stade Jean Brousse, Arcachon | Stade Jean Brousse, Arcachon |
| 19 h 00 CET      | Rapport                   |       |                          | Stade Jean Brousse, Arcachon | Stade Jean Brousse, Arcachon |

| 2 décembre 2023 | Étoile Maritime FC (R1) | 2 - 2 2 - 4 t. a. b. | Trélissac FC (N2) |                                      |                                      |
| 14 h 00 CET     |                         |                      |                   | Stade François Le Parco, La Rochelle | Stade François Le Parco, La Rochelle |
| 14 h 00 CET     | Rapport                 |                      |                   | Stade François Le Parco, La Rochelle | Stade François Le Parco, La Rochelle |
| 14 h 00 CET     | Tirs au but 2 - 4       |                      |                   | Stade François Le Parco, La Rochelle | Stade François Le Parco, La Rochelle |

- Groupe G

| 19 novembre 2023 | Toulouse Métropole FC (R1) | 1 - 4 | AC Ajaccio (L2) |                               |                               |
| 15 h 00 CET      |                            |       |                 | Stade des Fontaines, Toulouse | Stade des Fontaines, Toulouse |
| 15 h 00 CET      | Rapport                    |       |                 | Stade des Fontaines, Toulouse | Stade des Fontaines, Toulouse |

| 18 novembre 2023 | AS Lavernose Lherm (R3) | 0 - 4   | US Orléans (N1)                                           |                                                 |                                                 |
| 14 h 00 CET      |                         | (0 - 2) | 15e Dabasse · 29e Agounon · 60e Halby-Touré · 68e Fortuné | Stade Clément Ader, Muret Arbitrage : S. Chamel | Stade Clément Ader, Muret Arbitrage : S. Chamel |
| 14 h 00 CET      | Mora 67e                | Rapport | 31e Solvet · 70e Saint-Ruf                                | Stade Clément Ader, Muret Arbitrage : S. Chamel | Stade Clément Ader, Muret Arbitrage : S. Chamel |

| 18 novembre 2023 | FC Montlouis (N3) | 0 - 4 | Bergerac Périgord FC (N2) |                                          |                                          |
| 20 h 00 CET      |                   |       |                           | Stade Eugène Cholet, Montlouis-sur-Loire | Stade Eugène Cholet, Montlouis-sur-Loire |
| 20 h 00 CET      | Rapport           |       |                           | Stade Eugène Cholet, Montlouis-sur-Loire | Stade Eugène Cholet, Montlouis-sur-Loire |

| 19 novembre 2023 | FA Morlaàs Est Béarn (R2) | 0 - 1 | AS Panazol (N3) |                               |                               |
| 14 h 00 CET      |                           |       |                 | Stade de la Hourquie, Morlaàs | Stade de la Hourquie, Morlaàs |
| 14 h 00 CET      | Rapport                   |       |                 | Stade de la Hourquie, Morlaàs | Stade de la Hourquie, Morlaàs |

| 17 novembre 2023 | Canet RFC (N3)      | 1 - 1 1 - 4 t. a. b. | FC Girondins de Bordeaux (L2) |                                                     |                                                     |
| 20 h 00 CET      | Mboup 5e            | (1 - 0)              | 62e Pitu                      | Stade Gilbert-Brutus, Perpignan Arbitrage : K. Abed | Stade Gilbert-Brutus, Perpignan Arbitrage : K. Abed |
| 20 h 00 CET      | Vie 45e · Mboup 62e | Rapport              | 62e Pitu ·                    | Stade Gilbert-Brutus, Perpignan Arbitrage : K. Abed | Stade Gilbert-Brutus, Perpignan Arbitrage : K. Abed |
| 20 h 00 CET      | Tirs au but 1 - 4   |                      |                               | Stade Gilbert-Brutus, Perpignan Arbitrage : K. Abed | Stade Gilbert-Brutus, Perpignan Arbitrage : K. Abed |

| 18 novembre 2023 | Vierzon FC (N3) | 0 - 1 | Angoulême Charente FC (N2) |                           |                           |
| 18 h 30 CET      |                 |       |                            | Stade de Brouhot, Vierzon | Stade de Brouhot, Vierzon |
| 18 h 30 CET      | Rapport         |       |                            | Stade de Brouhot, Vierzon | Stade de Brouhot, Vierzon |

| 18 novembre 2023 | Stade poitevin FC (N3) | 0 - 3 | US Castanéenne (N3) |                                |                                |
| 18 h 00 CET      |                        |       |                     | Stade Michel-Amand, Buxerolles | Stade Michel-Amand, Buxerolles |
| 18 h 00 CET      | Rapport                |       |                     | Stade Michel-Amand, Buxerolles | Stade Michel-Amand, Buxerolles |

| 19 novembre 2023 | Auch Football (R1) | 0 - 4 | SO Romorantin (N2) |                                      |                                      |
| 14 h 00 CET      |                    |       |                    | Complexe sportif Éric Carrière, Auch | Complexe sportif Éric Carrière, Auch |
| 14 h 00 CET      | Rapport            |       |                    | Complexe sportif Éric Carrière, Auch | Complexe sportif Éric Carrière, Auch |

- Groupe H

| 18 novembre 2023 | FC Roche Saint-Genest (R2) | 1 - 2 | AS Saint-Priest (N3) |                                  |                                  |
| 18 h 00 CET      |                            |       |                      | Stade Salif-Keita, Saint-Étienne | Stade Salif-Keita, Saint-Étienne |
| 18 h 00 CET      | Rapport                    |       |                      | Stade Salif-Keita, Saint-Étienne | Stade Salif-Keita, Saint-Étienne |

| 18 novembre 2023 | FC Limonest DSD (N3) | 0 - 0 4 - 5 t. a. b. | AS Domérat (R1) |                                           |                                           |
| 17 h 00 CET      |                      |                      |                 | Parc des Sports Courtois-Fillot, Limonest | Parc des Sports Courtois-Fillot, Limonest |
| 17 h 00 CET      | Rapport              |                      |                 | Parc des Sports Courtois-Fillot, Limonest | Parc des Sports Courtois-Fillot, Limonest |
| 17 h 00 CET      | Tirs au but 4 - 5    |                      |                 | Parc des Sports Courtois-Fillot, Limonest | Parc des Sports Courtois-Fillot, Limonest |

| 18 novembre 2023 | Velay FC (R1) | 1 - 3 | FC Martigues (N1) |                               |                               |
| 14 h 00 CET      |               |       |                   | Stade Guy Roux, Saint-Paulien | Stade Guy Roux, Saint-Paulien |
| 14 h 00 CET      | Rapport       |       |                   | Stade Guy Roux, Saint-Paulien | Stade Guy Roux, Saint-Paulien |

| 18 novembre 2023          | Olympique d'Alès (N2) | 6 - 1 | AS Rosador (R1 Mayotte) |                                                        |                                                        |
| 15 h 00 CET 17 h 00 UTC+3 |                       | (-)   |                         | Stade Pierre-Pibarot, Alès Diffuseur : Mayotte La 1ère | Stade Pierre-Pibarot, Alès Diffuseur : Mayotte La 1ère |
| 15 h 00 CET 17 h 00 UTC+3 | Rapport               |       |                         | Stade Pierre-Pibarot, Alès Diffuseur : Mayotte La 1ère | Stade Pierre-Pibarot, Alès Diffuseur : Mayotte La 1ère |

| 18 novembre 2023 | Lyon-La Duchère (N3)                         | 4 - 1   | SC Bastia (L2)                   |                                                 |                                                 |
| 14 h 00 CET      | Moina 39e · Boughanmi 87e 90e · Maluvunu 90e | (1 - 1) | 32e Conte                        | Stade de Balmont, Lyon Arbitrage : A. Kherradji | Stade de Balmont, Lyon Arbitrage : A. Kherradji |
| 14 h 00 CET      | Bonnier 37e · Jebabli 37e · Bentahar 37e     | Rapport | 2e Yapi · 19e Janneh · 43e Guého | Stade de Balmont, Lyon Arbitrage : A. Kherradji | Stade de Balmont, Lyon Arbitrage : A. Kherradji |

| 18 novembre 2023 | Thonon Évian GG FC (N2) | 2 - 2 5 - 4 t. a. b. | Aubagne FC (N2) |                                       |                                       |
| 16 h 00 CET      |                         |                      |                 | Stade Joseph-Moynat, Thonon-les-Bains | Stade Joseph-Moynat, Thonon-les-Bains |
| 16 h 00 CET      | Rapport                 |                      |                 | Stade Joseph-Moynat, Thonon-les-Bains | Stade Joseph-Moynat, Thonon-les-Bains |
| 16 h 00 CET      | Tirs au but 5 - 4       |                      |                 | Stade Joseph-Moynat, Thonon-les-Bains | Stade Joseph-Moynat, Thonon-les-Bains |

| 18 novembre 2023 | Hauts Lyonnais (N3)            | 2 - 0   | CS Neuville (R1)        |                                                       |                                                       |
| 14 h 00 CET      | Gueye 87e · Thizy 90e          | (0 - 0) |                         | Stade de la Neylière, Pomeys Arbitrage : J. Rouquette | Stade de la Neylière, Pomeys Arbitrage : J. Rouquette |
| 14 h 00 CET      | Loirette 35e, 56e · Robert 41e | Rapport | 90e Le Goff · 82e Sefil | Stade de la Neylière, Pomeys Arbitrage : J. Rouquette | Stade de la Neylière, Pomeys Arbitrage : J. Rouquette |

| 19 novembre 2023 | US Feurs (N3) | 2 - 1 | FC Espaly (N3) |                              |                              |
| 14 h 00 CET      |               |       |                | Stade Maurice Rousson, Feurs | Stade Maurice Rousson, Feurs |
| 14 h 00 CET      | Rapport       |       |                | Stade Maurice Rousson, Feurs | Stade Maurice Rousson, Feurs |

| 17 novembre 2023 | FC Villefranche Beaujolais (N1) | 1 - 2   | Grenoble Foot 38 (L2)     |                                                                                        |                                                                                        |
| 19 h 30 CET      | Mbuyi 6e                        | (1 - 0) | 55e Meïssa Ba · 90eJoseph | Stade Armand-Chouffet, Villefranche-sur-Saône Diffuseur : FFFTV Arbitrage : R. Delpech | Stade Armand-Chouffet, Villefranche-sur-Saône Diffuseur : FFFTV Arbitrage : R. Delpech |
| 19 h 30 CET      |                                 | Rapport | 90e Rigo                  | Stade Armand-Chouffet, Villefranche-sur-Saône Diffuseur : FFFTV Arbitrage : R. Delpech | Stade Armand-Chouffet, Villefranche-sur-Saône Diffuseur : FFFTV Arbitrage : R. Delpech |

| 18 novembre 2023 | Chambéry SF (N3) | 1 - 0 | CS Volvic (R1) |                                |                                |
| 18 h 00 CET      |                  |       |                | Plaine de Jeux Mager, Chambéry | Plaine de Jeux Mager, Chambéry |
| 18 h 00 CET      | Rapport          |       |                | Plaine de Jeux Mager, Chambéry | Plaine de Jeux Mager, Chambéry |

- Groupe I

| 18 novembre 2023 | FC Chaponnay-Marennes (R2) | 0 - 0 8 - 7 t. a. b. | Hyères FC (N2)                   |                                              |                                              |
| 14 h 00 CET      |                            | (0-0)                |                                  | Stade Vuillermet, Lyon Arbitrage : G. Martin | Stade Vuillermet, Lyon Arbitrage : G. Martin |
| 14 h 00 CET      | Lapierre 77e               | Rapport              | 83e Agueni · 90e Cardoso Moura · | Stade Vuillermet, Lyon Arbitrage : G. Martin | Stade Vuillermet, Lyon Arbitrage : G. Martin |
| 14 h 00 CET      | Tirs au but 8 - 7          |                      |                                  | Stade Vuillermet, Lyon Arbitrage : G. Martin | Stade Vuillermet, Lyon Arbitrage : G. Martin |

| 19 novembre 2023 | FC Seyssins (D1) | 0 - 2 | Le Puy Foot 43 Auvergne (N2) |                           |                           |
| 14 h 00 CET      |                  |       |                              | Stade des Alpes, Grenoble | Stade des Alpes, Grenoble |
| 14 h 00 CET      | Rapport          |       |                              | Stade des Alpes, Grenoble | Stade des Alpes, Grenoble |

| 18 novembre 2023 | Bourg-en-Bresse 01 (N2)       | 0 - 3   | AS Saint-Étienne (L2)            |                                                             |                                                             |
| 13 h 45 CET      |                               | (0 - 1) | 45e Rivera · 54e 73e Charbonnier | Stade Marcel-Verchère, Bourg-en-Bresse Arbitrage : A. Petit | Stade Marcel-Verchère, Bourg-en-Bresse Arbitrage : A. Petit |
| 13 h 45 CET      | Vitré 43e · Tamba M'Pinda 47e | Rapport | 7e Bladi                         | Stade Marcel-Verchère, Bourg-en-Bresse Arbitrage : A. Petit | Stade Marcel-Verchère, Bourg-en-Bresse Arbitrage : A. Petit |

| 19 novembre 2023 | Roannais Foot 42 (R2) | 1 - 3 | Nîmes Olympique (N1) |                              |                              |
| 14 h 00 CET      |                       |       |                      | Stade Henri Malleval, Roanne | Stade Henri Malleval, Roanne |
| 14 h 00 CET      | Rapport               |       |                      | Stade Henri Malleval, Roanne | Stade Henri Malleval, Roanne |

| 19 novembre 2023 | AS Fabrègues (R1) | 2 - 2 5 - 4 t. a. b. | SVARR (R1) |                                 |                                 |
| 14 h 00 CET      |                   |                      |            | Stade Joseph-Jeanton, Fabrègues | Stade Joseph-Jeanton, Fabrègues |
| 14 h 00 CET      | Rapport           |                      |            | Stade Joseph-Jeanton, Fabrègues | Stade Joseph-Jeanton, Fabrègues |
| 14 h 00 CET      | Tirs au but 5 - 4 |                      |            | Stade Joseph-Jeanton, Fabrègues | Stade Joseph-Jeanton, Fabrègues |

| 18 novembre 2023 | AS Cannes (N2) | 2 - 1 | FC Bourgoin-Jallieu (N2) |                                   |                                   |
| 18 h 00 CET      |                |       |                          | Stade Pierre-de-Coubertin, Cannes | Stade Pierre-de-Coubertin, Cannes |
| 18 h 00 CET      | Rapport        |       |                          | Stade Pierre-de-Coubertin, Cannes | Stade Pierre-de-Coubertin, Cannes |

| 18 novembre 2023 | ES Fosséenne (N3) | 1 - 2 | FC Annecy (L2) |                              |                              |
| 17 h 00 CET      |                   |       |                | Stade Parsemain, Fos-sur-Mer | Stade Parsemain, Fos-sur-Mer |
| 17 h 00 CET      | Rapport           |       |                | Stade Parsemain, Fos-sur-Mer | Stade Parsemain, Fos-sur-Mer |

### Huitième tour

#### Participants
Les 88 clubs vainqueurs du 7e tour sont rejoints par les 4 clubs représentants des ligues de Guadeloupe, de Guyane, de La Réunion et de Martinique.

#### Tirages
Le tirage du 8e tour n'est pas organisé, la détermination des rencontres est faite de la méthode suivante lors du tirage du 7e tour: Vainqueur Match 1 contre Vainqueur Match 2, etc. avec une inversion de la rencontre s'il y a un écart d'au moins deux niveaux entre les deux équipes avec des spécifications pour les clubs de l'Outre-mer.
Sur les quatre clubs ultramarins qui entrent au 8e tour, les clubs représentants de Guadeloupe et Martinique joue à domicile contre un club métropolitain tandis que les représentants de Guyane et de La Réunion se déplacent en Métropole selon la règle de l'alternance, une année sur deux.
Les deux clubs recevants (Guadeloupe et Martinique) affrontent une équipe de métropole ayant candidaté au déplacement en outre-mer lors du tirage du 7e tour. L'ordre de priorité est déterminé lors du tirage spécial outre-mer du 7e tour (en cas de qualification des clubs pour le 8e) :
Les clubs représentants de Guyane et de La Réunion affrontent les clubs mis en paire avec les clubs qui se déplacent en outre-mer (selon l'ordre du tirage du 7e).

#### Rencontres
Outre-mer
- Guadeloupe

| 9 décembre 2023           | CS moulien (R1 Guadeloupe) | 1 - 1 3 - 2 t. a. b. | FC Fleury 91 (N2) |                                                                    |                                                                    |
| 15 h 00 UTC−4 20 h 00 CET | Tillé 54e (pen.)           | (0 - 0)              | 43e Lavigne       | Stade Jacques-Ponrémy, Le Moule Diffuseur : Guadeloupe La Première | Stade Jacques-Ponrémy, Le Moule Diffuseur : Guadeloupe La Première |
| 15 h 00 UTC−4 20 h 00 CET | Rapport                    |                      |                   | Stade Jacques-Ponrémy, Le Moule Diffuseur : Guadeloupe La Première | Stade Jacques-Ponrémy, Le Moule Diffuseur : Guadeloupe La Première |
| 15 h 00 UTC−4 20 h 00 CET | Tirs au but 3 - 2          |                      |                   | Stade Jacques-Ponrémy, Le Moule Diffuseur : Guadeloupe La Première | Stade Jacques-Ponrémy, Le Moule Diffuseur : Guadeloupe La Première |

- Martinique

| 9 décembre 2023           | Golden Lion (R1 Martinique)                | 3 - 2 | FC Métropole Troyenne (N3) |                                                                        |                                                                        |
| 17 h 00 UTC−4 22 h 00 CET | Lamasine 57e · Singama 63e · Gracien 90+3e |       | 7e Mahdaoui · 42e Maigrot  | Stade Pierre-Aliker, Fort-de-France Diffuseur : Martinique La Première | Stade Pierre-Aliker, Fort-de-France Diffuseur : Martinique La Première |
| 17 h 00 UTC−4 22 h 00 CET | Rapport                                    |       |                            | Stade Pierre-Aliker, Fort-de-France Diffuseur : Martinique La Première | Stade Pierre-Aliker, Fort-de-France Diffuseur : Martinique La Première |

- Représentant de Guyane

| 9 décembre 2023           | Avoine OCC (N2)                                  | 4 - 1 | ASC Le Geldar (R1 Guyane) |                                                             |                                                             |
| 14 h 00 CET 10 h 00 UTC−3 | Locko 18e · Lemboma 27e · Locko 53e · Djemel 75e |       | 44e Charlot               | Stade Marcel Vignaud, Avoine Diffuseur : Guyane La Première | Stade Marcel Vignaud, Avoine Diffuseur : Guyane La Première |
| 14 h 00 CET 10 h 00 UTC−3 | Rapport                                          |       |                           | Stade Marcel Vignaud, Avoine Diffuseur : Guyane La Première | Stade Marcel Vignaud, Avoine Diffuseur : Guyane La Première |

- Représentant de La Réunion

| 9 décembre 2023           | Paris FC (L2)                                    | 3 - 1   | Saint-Denis FC (R1 Réunion) |                                                       |                                                       |
| 17 h 00 CET 20 h 00 UTC+4 | Koré 68e · Diaby-Fadiga 88e · Diaby-Fadiga 90+5e | (0 - 0) | 72e Bacary                  | Stade Charléty, Paris Diffuseur : Réunion La Première | Stade Charléty, Paris Diffuseur : Réunion La Première |
| 17 h 00 CET 20 h 00 UTC+4 | Rapport                                          |         |                             | Stade Charléty, Paris Diffuseur : Réunion La Première | Stade Charléty, Paris Diffuseur : Réunion La Première |

Métropole
- Groupe A

| 10 décembre 2023 | Stade Paimpolais FC (R2) | 1 - 1 1 - 3 t. a. b. | FC Challans (N3) |                                 |                                 |
| 14 h 00 CET      | Gomis 56e                |                      | 40e Koné         | Stade Charles Bourcier, Paimpol | Stade Charles Bourcier, Paimpol |
| 14 h 00 CET      | Rapport                  |                      |                  | Stade Charles Bourcier, Paimpol | Stade Charles Bourcier, Paimpol |
| 14 h 00 CET      | Tirs au but 1 - 3        |                      |                  | Stade Charles Bourcier, Paimpol | Stade Charles Bourcier, Paimpol |

| 9 décembre 2023 | Stade briochin (N2) | 1 - 2   | VHF Les Herbiers (N2) |                                 |                                 |
| 19 h 00 CET     | Mara 54e            | (0 - 0) | 46e Billy · 52e Rémy  | Stade Fred-Aubert, Saint-Brieuc | Stade Fred-Aubert, Saint-Brieuc |
| 19 h 00 CET     | Rapport             |         |                       | Stade Fred-Aubert, Saint-Brieuc | Stade Fred-Aubert, Saint-Brieuc |

| 9 décembre 2023 | Dinan Léhon FC (N2) | 2 - 0   | AS Vitré (N3) |                             |                             |
| 18 h 00 CET     |                     | (0 - 0) |               | Stade du Clos Gastel, Dinan | Stade du Clos Gastel, Dinan |
| 18 h 00 CET     | Rapport             |         |               | Stade du Clos Gastel, Dinan | Stade du Clos Gastel, Dinan |

| 9 décembre 2023 | FC Dieppe (N3) | 2 - 0   | Paotred Dispount (N3) |                                          |                                          |
| 18 h 00 CET     |                | (0 - 0) |                       | Stade Jean Dasnias, Saint-Aubin-sur-Scie | Stade Jean Dasnias, Saint-Aubin-sur-Scie |
| 18 h 00 CET     | Rapport        |         |                       | Stade Jean Dasnias, Saint-Aubin-sur-Scie | Stade Jean Dasnias, Saint-Aubin-sur-Scie |

| 9 décembre 2023 | GSI Pontivy (N3) | 0 - 1   | FC Rouen 1899 (N1) |                                      |                                      |
| 18 h 00 CET     |                  | (0 - 0) |                    | Stade du Faubourg de Verdun, Pontivy | Stade du Faubourg de Verdun, Pontivy |
| 18 h 00 CET     | Rapport          |         |                    | Stade du Faubourg de Verdun, Pontivy | Stade du Faubourg de Verdun, Pontivy |

| 9 décembre 2023 | AG Caen (N3) | 0 - 1   | EA Guingamp (L2) |                                        |                                        |
| 19 h 00 CET     |              | (0 - 0) |                  | Stade de Venoix - Claude-Mercier, Caen | Stade de Venoix - Claude-Mercier, Caen |
| 19 h 00 CET     | Rapport      |         |                  | Stade de Venoix - Claude-Mercier, Caen | Stade de Venoix - Claude-Mercier, Caen |

- Groupe B

| 9 décembre 2023 | US Philibertine (N3) | 1 - 2 | Stade lavallois (L2) |                             |                             |
| 14 h 30 CET     |                      |       |                      | Stade Marcel-Saupin, Nantes | Stade Marcel-Saupin, Nantes |
| 14 h 30 CET     | Rapport              |       |                      | Stade Marcel-Saupin, Nantes | Stade Marcel-Saupin, Nantes |

| 9 décembre 2023 | JS Douvres (R2) | 1 - 5 | LB Châteauroux (N1) |                                                     |                                                     |
| 13 h 30 CET     |                 |       |                     | Complexe sportif Pierre Roux, Douvres-la-Délivrande | Complexe sportif Pierre Roux, Douvres-la-Délivrande |
| 13 h 30 CET     | Rapport         |       |                     | Complexe sportif Pierre Roux, Douvres-la-Délivrande | Complexe sportif Pierre Roux, Douvres-la-Délivrande |

| 9 décembre 2023 | FC Plessis-Robinson (R1) | 1 - 2 | Angers SCO (L2) |                                                 |                                                 |
| 15 h 00 CET     |                          |       |                 | Parc des sports du Hameau , Le Plessis-Robinson | Parc des sports du Hameau , Le Plessis-Robinson |
| 15 h 00 CET     | Rapport                  |       |                 | Parc des sports du Hameau , Le Plessis-Robinson | Parc des sports du Hameau , Le Plessis-Robinson |

| 10 décembre 2023 | AS Villers-Houlgate (N3) | 1 - 3 | Racing CFF (N2) |                                      |                                      |
| 13 h 30 CET      |                          |       |                 | Stade André Salesse, Villers-sur-Mer | Stade André Salesse, Villers-sur-Mer |
| 13 h 30 CET      | Rapport                  |       |                 | Stade André Salesse, Villers-sur-Mer | Stade André Salesse, Villers-sur-Mer |

- Groupe C

| 10 décembre 2023 | Entente SSG (N3) | 1 - 0   | AS Furiani-Agliani (N2) |                                     |                                     |
| 15 h 00 CET      |                  | (1 - 0) |                         | Stade Michel-Hidalgo, Saint-Gratien | Stade Michel-Hidalgo, Saint-Gratien |
| 15 h 00 CET      | Rapport          |         |                         | Stade Michel-Hidalgo, Saint-Gratien | Stade Michel-Hidalgo, Saint-Gratien |

| 16 décembre 2023 | Louhans-Cuiseaux FC (N3) | 2 - 2 4 - 3 t. a. b. | US Cosne-Cours-sur-Loire (N3) |                                  |                                  |
| 18 h 00 CET      |                          |                      |                               | Parc des sports du Bram, Louhans | Parc des sports du Bram, Louhans |
| 18 h 00 CET      | Rapport                  |                      |                               | Parc des sports du Bram, Louhans | Parc des sports du Bram, Louhans |
| 18 h 00 CET      | Tirs au but 4 - 3        |                      |                               | Parc des sports du Bram, Louhans | Parc des sports du Bram, Louhans |

| 9 décembre 2023 | FC Saint-Méziery (R1) | 1 - 4   | AJ Auxerre (L2) |                         |                         |
| 17 h 00 CET     |                       | (1 - 3) |                 | Stade de l'Aube, Troyes | Stade de l'Aube, Troyes |
| 17 h 00 CET     | Rapport               |         |                 | Stade de l'Aube, Troyes | Stade de l'Aube, Troyes |

| 9 décembre 2023 | US Pays de Saint-Omer (R1) | 1 - 1 4 - 2 t. a. b. | SAS Épinal (N1) |                                 |                                 |
| 18 h 00 CET     |                            | (1 - 0)              |                 | Stade Gaston Bonnet, Saint-Omer | Stade Gaston Bonnet, Saint-Omer |
| 18 h 00 CET     | Rapport                    |                      |                 | Stade Gaston Bonnet, Saint-Omer | Stade Gaston Bonnet, Saint-Omer |
| 18 h 00 CET     | Tirs au but 4 - 2          |                      |                 | Stade Gaston Bonnet, Saint-Omer | Stade Gaston Bonnet, Saint-Omer |

- Groupe D

| 9 décembre 2023 | Écureuils Itancourt-Neuville (R1) | 2 - 3   | Entente Feignies Aulnoye FC (N2) |                                          |                                          |
| 14 h 00 CET     |                                   | (0 - 2) |                                  | Stade du Parc de la Marquette, Itancourt | Stade du Parc de la Marquette, Itancourt |
| 14 h 00 CET     | Rapport                           |         |                                  | Stade du Parc de la Marquette, Itancourt | Stade du Parc de la Marquette, Itancourt |

| 9 décembre 2023 | Quevilly-Rouen Métropole (L2) | 3 - 1 | Dijon FCO (N1) |                                         |                                         |
| 15 h 00 CET     |                               |       |                | Stade Robert-Diochon, Le Petit-Quevilly | Stade Robert-Diochon, Le Petit-Quevilly |
| 15 h 00 CET     | Rapport                       |       |                | Stade Robert-Diochon, Le Petit-Quevilly | Stade Robert-Diochon, Le Petit-Quevilly |

| 10 décembre 2023 | US Blériot-Plage (R3) | 0 - 3 | FC Chambly Oise (N2) |                              |                              |
| 13 h 30 CET      |                       |       |                      | Stade des Huttes, Gravelines | Stade des Huttes, Gravelines |
| 13 h 30 CET      | Rapport               |       |                      | Stade des Huttes, Gravelines | Stade des Huttes, Gravelines |

| 9 décembre 2023 | RC Calais (R1) | 1 - 4   | SM Caen (L2) |                           |                           |
| 17 h 00 CET     |                | (1 - 0) |              | Stade de l'Épopée, Calais | Stade de l'Épopée, Calais |
| 17 h 00 CET     | Rapport        |         |              | Stade de l'Épopée, Calais | Stade de l'Épopée, Calais |

| 9 décembre 2023 | Reims Sainte-Anne (N3) | 1 - 1 4 - 3 t. a. b. | USL Dunkerque (L2) |                                  |                                  |
| 13 h 30 CET     |                        |                      |                    | Stade Robert Pirès, Cormontreuil | Stade Robert Pirès, Cormontreuil |
| 13 h 30 CET     | Rapport                |                      |                    | Stade Robert Pirès, Cormontreuil | Stade Robert Pirès, Cormontreuil |
| 13 h 30 CET     | Tirs au but 4 - 3      |                      |                    | Stade Robert Pirès, Cormontreuil | Stade Robert Pirès, Cormontreuil |

- Groupe E

| 9 décembre 2023 | Sarreguemines FC (R1) | 3 - 0   | ASC Biesheim (N2) |                                  |                                  |
| 18 h 00 CET     |                       | (2 - 0) |                   | Stade de la Blies, Sarreguemines | Stade de la Blies, Sarreguemines |
| 18 h 00 CET     | Rapport               |         |                   | Stade de la Blies, Sarreguemines | Stade de la Blies, Sarreguemines |

| 9 décembre 2023 | FC Geispolsheim 01 (R1) | 0 - 4 | FC Sochaux-Montbéliard (N1) |                               |                               |
| 14 h 00 CET     |                         |       |                             | Stade municipal, Geispolsheim | Stade municipal, Geispolsheim |
| 14 h 00 CET     | Rapport                 |       |                             | Stade municipal, Geispolsheim | Stade municipal, Geispolsheim |

| 9 décembre 2023 | ES Thaon (N3) | 0 - 1 | Amiens SC (L2) |                                      |                                      |
| 14 h 00 CET     |               |       |                | Stade Robert Sayer, Thaon-les-Vosges | Stade Robert Sayer, Thaon-les-Vosges |
| 14 h 00 CET     | Rapport       |       |                | Stade Robert Sayer, Thaon-les-Vosges | Stade Robert Sayer, Thaon-les-Vosges |

| 9 décembre 2023 | US Sarre-Union (N3) | 0 - 0 1 - 3 t. a. b. | CA Pontarlier (N3) |                               |                               |
| 17 h 00 CET     |                     | (0 - 0)              |                    | Stade Omnisports, Sarre-Union | Stade Omnisports, Sarre-Union |
| 17 h 00 CET     | Rapport             |                      |                    | Stade Omnisports, Sarre-Union | Stade Omnisports, Sarre-Union |
| 17 h 00 CET     | Tirs au but 1 - 3   |                      |                    | Stade Omnisports, Sarre-Union | Stade Omnisports, Sarre-Union |

| 10 décembre 2023 | FC Mulhouse (R1)  | 1 - 1 4 - 5 t. a. b. | Valenciennes FC (L2) |                          |                          |
| 15 h 00 CET      |                   |                      |                      | Stade de l'Ill, Mulhouse | Stade de l'Ill, Mulhouse |
| 15 h 00 CET      | Rapport           |                      |                      | Stade de l'Ill, Mulhouse | Stade de l'Ill, Mulhouse |
| 15 h 00 CET      | Tirs au but 4 - 5 |                      |                      | Stade de l'Ill, Mulhouse | Stade de l'Ill, Mulhouse |

- Groupe F

| 9 décembre 2023 | US Revel (R1)     | 1 - 1 4 - 2 t. a. b. | Blagnac FC (N3) |                        |                        |
| 18 h 00 CET     |                   | (1 - 1)              |                 | Stade municipal, Revel | Stade municipal, Revel |
| 18 h 00 CET     | Rapport           |                      |                 | Stade municipal, Revel | Stade municipal, Revel |
| 18 h 00 CET     | Tirs au but 4 - 2 |                      |                 | Stade municipal, Revel | Stade municipal, Revel |

| 9 décembre 2023 | Jeunesse villenavaise (R1) | 2 - 4   | FC Libourne (N2) |                                      |                                      |
| 20 h 00 CET     |                            | (2 - 0) |                  | Stade Alain Roche, Villenave-d'Ornon | Stade Alain Roche, Villenave-d'Ornon |
| 20 h 00 CET     | Rapport                    |         |                  | Stade Alain Roche, Villenave-d'Ornon | Stade Alain Roche, Villenave-d'Ornon |

| 9 décembre 2023 | JS Coulaines (R1) | 1 - 5 | Pau FC (L2) |                              |                              |
| 14 h 00 CET     |                   |       |             | Stade André Conty, Coulaines | Stade André Conty, Coulaines |
| 14 h 00 CET     | Rapport           |       |             | Stade André Conty, Coulaines | Stade André Conty, Coulaines |

| 9 décembre 2023 | Stade Mayennais FC (R1) | 0 - 9 | Rodez AF (L2) |                          |                          |
| 15 h 00 CET     |                         |       |               | Parc des sports, Mayenne | Parc des sports, Mayenne |
| 15 h 00 CET     | Rapport                 |       |               | Parc des sports, Mayenne | Parc des sports, Mayenne |

| 9 décembre 2023 | FC Bassin d'Arcachon (R1) | 0 - 2   | Trélissac FC (N2) |                              |                              |
| 19 h 00 CET     |                           | (0 - 1) |                   | Stade Jean Brousse, Arcachon | Stade Jean Brousse, Arcachon |
| 19 h 00 CET     | Rapport                   |         |                   | Stade Jean Brousse, Arcachon | Stade Jean Brousse, Arcachon |

- Groupe G

| 9 décembre 2023 | AC Ajaccio (L2) | 1 - 2 | US Orléans (N1) |                              |                              |
| 14 h 00 CET     |                 |       |                 | Stade François-Coty, Ajaccio | Stade François-Coty, Ajaccio |
| 14 h 00 CET     | Rapport         |       |                 | Stade François-Coty, Ajaccio | Stade François-Coty, Ajaccio |

| 10 décembre 2023 | Bergerac Périgord FC (N2) | 4 - 2 | AS Panazol (N3) |                             |                             |
| 13 h 30 CET      |                           |       |                 | Stade de Campreal, Bergerac | Stade de Campreal, Bergerac |
| 13 h 30 CET      | Rapport                   |       |                 | Stade de Campreal, Bergerac | Stade de Campreal, Bergerac |

| 9 décembre 2023 | Angoulême Charente FC (N2) | 0 - 1 | FC Girondins de Bordeaux (L2) |                                |                                |
| 14 h 00 CET     |                            |       |                               | Stade Camille-Lebon, Angoulême | Stade Camille-Lebon, Angoulême |
| 14 h 00 CET     | Rapport                    |       |                               | Stade Camille-Lebon, Angoulême | Stade Camille-Lebon, Angoulême |

| 9 décembre 2023 | US Castanéenne (N3) | 0 - 3   | SO Romorantin (N2) |                                               |                                               |
| 18 h 00 CET     |                     | (0 - 0) |                    | Complexe sportif de Lautard, Castanet-Tolosan | Complexe sportif de Lautard, Castanet-Tolosan |
| 18 h 00 CET     | Rapport             |         |                    | Complexe sportif de Lautard, Castanet-Tolosan | Complexe sportif de Lautard, Castanet-Tolosan |

- Groupe H

| 9 décembre 2023 | AS Saint-Priest (N3) | 3 - 0   | AS Domérat (R1) |                                  |                                  |
| 17 h 00 CET     |                      | (0 - 0) |                 | Stade Jacques Joly, Saint-Priest | Stade Jacques Joly, Saint-Priest |
| 17 h 00 CET     | Rapport              |         |                 | Stade Jacques Joly, Saint-Priest | Stade Jacques Joly, Saint-Priest |

| 9 décembre 2023 | FC Martigues (N1) | 1 - 2   | Olympique d'Alès (N2) |                                 |                                 |
| 18 h 00 CET     |                   | (0 - 2) |                       | Stade Francis-Turcan, Martigues | Stade Francis-Turcan, Martigues |
| 18 h 00 CET     | Rapport           |         |                       | Stade Francis-Turcan, Martigues | Stade Francis-Turcan, Martigues |

| 9 décembre 2023 | Lyon-La Duchère (N3) | 2 - 1   | Thonon Évian GG FC (N2) |                        |                        |
| 16 h 00 CET     |                      | (0 - 0) |                         | Stade de Balmont, Lyon | Stade de Balmont, Lyon |
| 16 h 00 CET     | Rapport              |         |                         | Stade de Balmont, Lyon | Stade de Balmont, Lyon |

| 10 décembre 2023 | Hauts Lyonnais (N3) | 0 - 3 | US Feurs (N3) |                              |                              |
| 13 h 30 CET      |                     |       |               | Stade de la Neylière, Pomeys | Stade de la Neylière, Pomeys |
| 13 h 30 CET      | Rapport             |       |               | Stade de la Neylière, Pomeys | Stade de la Neylière, Pomeys |

| 9 décembre 2023 | Chambéry SF (N3)  | 1 - 1 5 - 4 t. a. b. | Grenoble Foot 38 (L2) |                                   |                                   |
| 19 h 00 CET     |                   | (1 - 1)              |                       | Chambéry Savoie Stadium, Chambéry | Chambéry Savoie Stadium, Chambéry |
| 19 h 00 CET     | Rapport           |                      |                       | Chambéry Savoie Stadium, Chambéry | Chambéry Savoie Stadium, Chambéry |
| 19 h 00 CET     | Tirs au but 5 - 4 |                      |                       | Chambéry Savoie Stadium, Chambéry | Chambéry Savoie Stadium, Chambéry |

- Groupe I

| 10 décembre 2023 | FC Chaponnay-Marennes (R2) | 0 - 3 | Le Puy Foot 43 Auvergne (N2) |                        |                        |
| 14 h 00 CET      |                            |       |                              | Stade Vuillermet, Lyon | Stade Vuillermet, Lyon |
| 14 h 00 CET      | Rapport                    |       |                              | Stade Vuillermet, Lyon | Stade Vuillermet, Lyon |

| 9 décembre 2023 | AS Saint-Étienne (L2) | 0 - 1 | Nîmes Olympique (N1) |                                        |                                        |
| 15 h 00 CET     |                       |       |                      | Stade Geoffroy-Guichard, Saint-Étienne | Stade Geoffroy-Guichard, Saint-Étienne |
| 15 h 00 CET     | Rapport               |       |                      | Stade Geoffroy-Guichard, Saint-Étienne | Stade Geoffroy-Guichard, Saint-Étienne |

| 10 décembre 2023 | AS Fabrègues (R1) | 2 - 2 5 - 4 t. a. b. | AS Cannes (N2) |                                 |                                 |
| 14 h 00 CET      |                   |                      |                | Stade Joseph-Jeanton, Fabrègues | Stade Joseph-Jeanton, Fabrègues |
| 14 h 00 CET      | Rapport           |                      |                | Stade Joseph-Jeanton, Fabrègues | Stade Joseph-Jeanton, Fabrègues |
| 14 h 00 CET      | Tirs au but 5 - 4 |                      |                | Stade Joseph-Jeanton, Fabrègues | Stade Joseph-Jeanton, Fabrègues |

| 9 décembre 2023 | US Thionville Lusitanos (N3) | 2 - 1   | FC Annecy (L2) |                                 |                                 |
| 17 h 00 CET     |                              | (0 - 1) |                | Stade de Guentrange, Thionville | Stade de Guentrange, Thionville |
| 17 h 00 CET     | Rapport                      |         |                | Stade de Guentrange, Thionville | Stade de Guentrange, Thionville |

## Phase finale

### Trente-deuxièmes de finale
Le tirage au sort a lieu le lundi 11 décembre à 19h00 au Pavillon Dauphine à Paris, en même temps que le tirage des 16es de la Coupe de France féminine, et est retransmis sur beIN Sports 1. Il est effectué par l'ancien champion olympique (2000) et champion du monde (2007) de boxe Brahim Asloum et la basketteuse internationale Sandrine Gruda, championne d'Europe 2009.

#### Participants
Les 46 clubs qualifiés du 8e tour sont rejoints par les 18 clubs de Ligue 1 qui entrent à ce tour.
Pour simplifier le tirage, les 64 clubs sont répartis dans quatre groupes géographiques et de niveau équitable. Après le tirage au sort, Reims Saint-Anne est disqualifié et USL Dunkerque prend sa place.

#### Rencontres
- Groupe A

| 5 janvier 2024 | Entente Feignies Aulnoye FC (N2) | 1 - 0   | Quevilly-Rouen Métropole (L2) | | |
| 18 h 00 CET    | de Parmentier 13e                | (1 - 0) |                               | Complexe sportif Didier Eloy, Feignies Spectateurs : 1 500 Diffuseur : beIN Sports Arbitrage : Rémi Landry | Complexe sportif Didier Eloy, Feignies Spectateurs : 1 500 Diffuseur : beIN Sports Arbitrage : Rémi Landry |
| 18 h 00 CET    | Rapport                          |         |                               | Complexe sportif Didier Eloy, Feignies Spectateurs : 1 500 Diffuseur : beIN Sports Arbitrage : Rémi Landry | Complexe sportif Didier Eloy, Feignies Spectateurs : 1 500 Diffuseur : beIN Sports Arbitrage : Rémi Landry |

| 5 janvier 2024 | FC Chambly Oise (N2) | 1 - 2   | Racing CFF (N2)          | | |
| 18 h 00 CET    | Sacko 67e            | (0 - 0) | 63e Emmanuel · 90e Ricol | Stade Walter-Luzi, Chambly Spectateurs : 1 801 Diffuseur : beIN Sports Arbitrage : Faouzi Benchabane | Stade Walter-Luzi, Chambly Spectateurs : 1 801 Diffuseur : beIN Sports Arbitrage : Faouzi Benchabane |
| 18 h 00 CET    | Rapport              |         |                          | Stade Walter-Luzi, Chambly Spectateurs : 1 801 Diffuseur : beIN Sports Arbitrage : Faouzi Benchabane | Stade Walter-Luzi, Chambly Spectateurs : 1 801 Diffuseur : beIN Sports Arbitrage : Faouzi Benchabane |

| 5 janvier 2024 | Sarreguemines FC (R1) | 0 - 2   | Valenciennes FC (L2)           | | |
| 18 h 00 CET    |                       | (0 - 1) | 22e Diagouraga · 87e Foé Ondoa | Stade de la Blies, Sarreguemines Spectateurs : 2 000 Diffuseur : beIN Sports Arbitrage : Benoît Millot | Stade de la Blies, Sarreguemines Spectateurs : 2 000 Diffuseur : beIN Sports Arbitrage : Benoît Millot |
| 18 h 00 CET    | Rapport               |         |                                | Stade de la Blies, Sarreguemines Spectateurs : 2 000 Diffuseur : beIN Sports Arbitrage : Benoît Millot | Stade de la Blies, Sarreguemines Spectateurs : 2 000 Diffuseur : beIN Sports Arbitrage : Benoît Millot |

| 6 janvier 2024 | LOSC Lille (L1) | 12 - 0  | Golden Lion (R1 Martinique) | | |
| 15 h 30 CET    | Yazıcı 11e 45e · David 25e 36e 75e · Zhegrova 33e 41e 42e · Santos 57e · Haraldsson 64e (pen.) 78e · Messoussa 89e | (7 - 0) |                             | Stade Pierre-Mauroy, Villeneuve-d'Ascq Spectateurs : 13 060 Diffuseur : beIN Sports et Martinique La 1ère Arbitrage : Thomas Léonard | Stade Pierre-Mauroy, Villeneuve-d'Ascq Spectateurs : 13 060 Diffuseur : beIN Sports et Martinique La 1ère Arbitrage : Thomas Léonard |
| 15 h 30 CET    | Rapport |         |                             | Stade Pierre-Mauroy, Villeneuve-d'Ascq Spectateurs : 13 060 Diffuseur : beIN Sports et Martinique La 1ère Arbitrage : Thomas Léonard | Stade Pierre-Mauroy, Villeneuve-d'Ascq Spectateurs : 13 060 Diffuseur : beIN Sports et Martinique La 1ère Arbitrage : Thomas Léonard |

| 6 janvier 2024 | Amiens SC (L2) | 1 - 2   | Montpellier HSC (L1)                  | | |
| 18 h 00 CET    | Mafouta 58e    | (0 - 1) | 42e (csc) Assogba · 56e (pen.) Yeboah | Stade de la Licorne, Amiens Spectateurs : 6 000 Diffuseur : beIN Sports Arbitrage : Clément Turpin | Stade de la Licorne, Amiens Spectateurs : 6 000 Diffuseur : beIN Sports Arbitrage : Clément Turpin |
| 18 h 00 CET    | Rapport        |         |                                       | Stade de la Licorne, Amiens Spectateurs : 6 000 Diffuseur : beIN Sports Arbitrage : Clément Turpin | Stade de la Licorne, Amiens Spectateurs : 6 000 Diffuseur : beIN Sports Arbitrage : Clément Turpin |

| 6 janvier 2024 | US Pays de Saint-Omer (R1)           | 2 - 3   | USL Dunkerque (L2)                          | | |
| 18 h 00 CET    | Fontaine 90+1e (pen.) · Camara 90+2e | (0 - 2) | 8e Courtet · 25e Youssouf · 84e Gnanduillet | Stade Gaston Bonnet, Saint-Omer Spectateurs : 3 500 Diffuseur : beIN Sports Arbitrage : Antoine Valnet | Stade Gaston Bonnet, Saint-Omer Spectateurs : 3 500 Diffuseur : beIN Sports Arbitrage : Antoine Valnet |
| 18 h 00 CET    | Rapport                              |         |                                             | Stade Gaston Bonnet, Saint-Omer Spectateurs : 3 500 Diffuseur : beIN Sports Arbitrage : Antoine Valnet | Stade Gaston Bonnet, Saint-Omer Spectateurs : 3 500 Diffuseur : beIN Sports Arbitrage : Antoine Valnet |

| 7 janvier 2024 | US Thionville Lusitanos (N3) | 0 - 1   | Olympique de Marseille (L1) | | |
| 14 h 30 CET    |                              | (0 - 0) | 62e Aubameyang              | Stade Saint-Symphorien, Longeville-lès-Metz Spectateurs : 28 000 Diffuseur : beIN Sports et France 3 Arbitrage : Romain Lissorgue | Stade Saint-Symphorien, Longeville-lès-Metz Spectateurs : 28 000 Diffuseur : beIN Sports et France 3 Arbitrage : Romain Lissorgue |
| 14 h 30 CET    | Rapport                      |         |                             | Stade Saint-Symphorien, Longeville-lès-Metz Spectateurs : 28 000 Diffuseur : beIN Sports et France 3 Arbitrage : Romain Lissorgue | Stade Saint-Symphorien, Longeville-lès-Metz Spectateurs : 28 000 Diffuseur : beIN Sports et France 3 Arbitrage : Romain Lissorgue |

| 7 janvier 2024 | EA Guingamp (L2) | 0 - 2   | Stade rennais FC (L1) | | |
| 14 h 30 CET    |                  | (0 - 1) | 45e 57e Kalimuendo    | Stade de Roudourou, Guingamp Spectateurs : 17 535 Diffuseur : beIN Sports et France 3 Arbitrage : Jérôme Brisard | Stade de Roudourou, Guingamp Spectateurs : 17 535 Diffuseur : beIN Sports et France 3 Arbitrage : Jérôme Brisard |
| 14 h 30 CET    | Rapport          |         |                       | Stade de Roudourou, Guingamp Spectateurs : 17 535 Diffuseur : beIN Sports et France 3 Arbitrage : Jérôme Brisard | Stade de Roudourou, Guingamp Spectateurs : 17 535 Diffuseur : beIN Sports et France 3 Arbitrage : Jérôme Brisard |

- Groupe B

| 6 janvier 2024 | Lyon-La Duchère (N3) | 1 - 2   | Le Puy Foot 43 Auvergne (N2) | | |
| 15 h 30 CET    | Bentahar 83e         | (0 - 2) | 5e Karamoko · 38e Adinany    | Stade de Balmont, Lyon Spectateurs : 1 100 Diffuseur : beIN Sports Arbitrage : Abdelatif Kherradji | Stade de Balmont, Lyon Spectateurs : 1 100 Diffuseur : beIN Sports Arbitrage : Abdelatif Kherradji |
| 15 h 30 CET    | Rapport              |         |                              | Stade de Balmont, Lyon Spectateurs : 1 100 Diffuseur : beIN Sports Arbitrage : Abdelatif Kherradji | Stade de Balmont, Lyon Spectateurs : 1 100 Diffuseur : beIN Sports Arbitrage : Abdelatif Kherradji |

| 6 janvier 2024 | Stade brestois 29 (L1) | 1 - 0   | Angers SCO (L2) | | |
| 15 h 30 CET    | Raolisoa 63e (csc)     | (0 - 0) |                 | Stade Francis-Le Blé, Brest Spectateurs : 8 507 Diffuseur : beIN Sports Arbitrage : Stéphanie Frappart | Stade Francis-Le Blé, Brest Spectateurs : 8 507 Diffuseur : beIN Sports Arbitrage : Stéphanie Frappart |
| 15 h 30 CET    | Rapport                |         |                 | Stade Francis-Le Blé, Brest Spectateurs : 8 507 Diffuseur : beIN Sports Arbitrage : Stéphanie Frappart | Stade Francis-Le Blé, Brest Spectateurs : 8 507 Diffuseur : beIN Sports Arbitrage : Stéphanie Frappart |

| 6 janvier 2024 | FC Sochaux-Montbéliard (N1)     | 2 - 1   | FC Lorient (L1) | | |
| 18 h 00 CET    | Daho 69e · Macalou 90+3e (pen.) | (0 - 1) | 34e Pelon       | Stade Auguste-Bonal, Montbéliard Spectateurs : 12 947 Diffuseur : beIN Sports Arbitrage : Willy Delajod | Stade Auguste-Bonal, Montbéliard Spectateurs : 12 947 Diffuseur : beIN Sports Arbitrage : Willy Delajod |
| 18 h 00 CET    | Rapport                         |         |                 | Stade Auguste-Bonal, Montbéliard Spectateurs : 12 947 Diffuseur : beIN Sports Arbitrage : Willy Delajod | Stade Auguste-Bonal, Montbéliard Spectateurs : 12 947 Diffuseur : beIN Sports Arbitrage : Willy Delajod |

| 6 janvier 2024 | OGC Nice (L1)                                  | 0 - 0 4 - 2 t. a. b. | AJ Auxerre (L2)                        |                                                                                                |                                                                                                |
| 20 h 45 CET    |                                                | (0 - 0)              |                                        | Allianz Riviera, Nice Spectateurs : 20 973 Diffuseur : beIN Sports Arbitrage : Eric Wattellier | Allianz Riviera, Nice Spectateurs : 20 973 Diffuseur : beIN Sports Arbitrage : Eric Wattellier |
| 20 h 45 CET    | Rapport                                        |                      |                                        | Allianz Riviera, Nice Spectateurs : 20 973 Diffuseur : beIN Sports Arbitrage : Eric Wattellier | Allianz Riviera, Nice Spectateurs : 20 973 Diffuseur : beIN Sports Arbitrage : Eric Wattellier |
| 20 h 45 CET    | Guessand · Moffi · Rosario · Lotomba · Laborde | Tirs au but 4 - 2    | Jubal Jr · Raveloson · Perrin · Onaiwu | Allianz Riviera, Nice Spectateurs : 20 973 Diffuseur : beIN Sports Arbitrage : Eric Wattellier | Allianz Riviera, Nice Spectateurs : 20 973 Diffuseur : beIN Sports Arbitrage : Eric Wattellier |

| 7 janvier 2024 | CA Pontarlier (N3) | 0 - 3   | Olympique lyonnais (L1)                         | | |
| 14 h 30 CET    |                    | (0 - 1) | 45e Cherki · 52e Maitland-Niles · 56e Lacazette | Stade Léo Lagrange, Besançon Spectateurs : 10 215 Diffuseur : beIN Sports et France 3 Arbitrage : Nicolas Rainville | Stade Léo Lagrange, Besançon Spectateurs : 10 215 Diffuseur : beIN Sports et France 3 Arbitrage : Nicolas Rainville |
| 14 h 30 CET    | Rapport            |         |                                                 | Stade Léo Lagrange, Besançon Spectateurs : 10 215 Diffuseur : beIN Sports et France 3 Arbitrage : Nicolas Rainville | Stade Léo Lagrange, Besançon Spectateurs : 10 215 Diffuseur : beIN Sports et France 3 Arbitrage : Nicolas Rainville |

| 7 janvier 2024 | Chambéry SF (N3) | 0 - 3   | Toulouse FC (L1)             | | |
| 17 h 30 CET    |                  | (0 - 2) | 7e 35e Skyttä · 84e Dallinga | Chambéry Savoie Stadium, Chambéry Spectateurs : 4 726 Diffuseur : beIN Sports Arbitrage : Gaël Angoula | Chambéry Savoie Stadium, Chambéry Spectateurs : 4 726 Diffuseur : beIN Sports Arbitrage : Gaël Angoula |
| 17 h 30 CET    | Rapport          |         |                              | Chambéry Savoie Stadium, Chambéry Spectateurs : 4 726 Diffuseur : beIN Sports Arbitrage : Gaël Angoula | Chambéry Savoie Stadium, Chambéry Spectateurs : 4 726 Diffuseur : beIN Sports Arbitrage : Gaël Angoula |

| 7 janvier 2024 | US Feurs (N3)                           | 3 - 5   | AS Saint-Priest (N3)                                           | | |
| 17 h 30 CET    | Charrat 30e · Lallemand 58e · Aguir 84e | (1 - 2) | 15e Essimi · 34e Antunes · 61e Pottier · 81e Mila · 90+6e Ruiz | Stade Maurice Rousson, Feurs Spectateurs : 1 500 Diffuseur : beIN Sports Arbitrage : Aurélien Petit | Stade Maurice Rousson, Feurs Spectateurs : 1 500 Diffuseur : beIN Sports Arbitrage : Aurélien Petit |
| 17 h 30 CET    | Rapport                                 |         |                                                                | Stade Maurice Rousson, Feurs Spectateurs : 1 500 Diffuseur : beIN Sports Arbitrage : Aurélien Petit | Stade Maurice Rousson, Feurs Spectateurs : 1 500 Diffuseur : beIN Sports Arbitrage : Aurélien Petit |

| 7 janvier 2024 | Louhans-Cuiseaux FC (N3) | 0 - 2   | FC Rouen 1899 (N1)   | | |
| 17 h 30 CET    |                          | (0 - 1) | 35e Dia · 70e Bassin | Parc des sports du Bram, Louhans Spectateurs : 2 107 Diffuseur : beIN Sports Arbitrage : Ahmed Taleb | Parc des sports du Bram, Louhans Spectateurs : 2 107 Diffuseur : beIN Sports Arbitrage : Ahmed Taleb |
| 17 h 30 CET    | Rapport                  |         |                      | Parc des sports du Bram, Louhans Spectateurs : 2 107 Diffuseur : beIN Sports Arbitrage : Ahmed Taleb | Parc des sports du Bram, Louhans Spectateurs : 2 107 Diffuseur : beIN Sports Arbitrage : Ahmed Taleb |

- Groupe C

| 5 janvier 2024 | FC Metz (L1)                   | 1 - 1 1 - 3 t. a. b. | Clermont Foot 63 (L1)                | | |
| 20 h 45 CET    | Mbaye 21e                      | (1 - 0)              | 48e Allevinah                        | Stade Saint-Symphorien, Longeville-lès-Metz Spectateurs : 14 787 Diffuseur : beIN Sports Arbitrage : Jérémie Pignard | Stade Saint-Symphorien, Longeville-lès-Metz Spectateurs : 14 787 Diffuseur : beIN Sports Arbitrage : Jérémie Pignard |
| 20 h 45 CET    | Rapport                        |                      |                                      | Stade Saint-Symphorien, Longeville-lès-Metz Spectateurs : 14 787 Diffuseur : beIN Sports Arbitrage : Jérémie Pignard | Stade Saint-Symphorien, Longeville-lès-Metz Spectateurs : 14 787 Diffuseur : beIN Sports Arbitrage : Jérémie Pignard |
| 20 h 45 CET    | Asoro · Diallo · Colin · Kouao | Tirs au but 1 - 3    | Allevinah · Ogier · Borges · Zeffane | Stade Saint-Symphorien, Longeville-lès-Metz Spectateurs : 14 787 Diffuseur : beIN Sports Arbitrage : Jérémie Pignard | Stade Saint-Symphorien, Longeville-lès-Metz Spectateurs : 14 787 Diffuseur : beIN Sports Arbitrage : Jérémie Pignard |

| 6 janvier 2024 | AS Fabrègues (R1) | 1 - 4   | Trélissac FC (N2)                         | | |
| 13 h 00 CET    | Pastorel 27e      | (1 - 0) | 70e Diakité · 77e 84e Romil · 90e Pothier | Stade Joseph-Jeanton, Fabrègues Spectateurs : 1 600 Diffuseur : beIN Sports Arbitrage : Mathieu Vernice | Stade Joseph-Jeanton, Fabrègues Spectateurs : 1 600 Diffuseur : beIN Sports Arbitrage : Mathieu Vernice |
| 13 h 00 CET    | Rapport           |         |                                           | Stade Joseph-Jeanton, Fabrègues Spectateurs : 1 600 Diffuseur : beIN Sports Arbitrage : Mathieu Vernice | Stade Joseph-Jeanton, Fabrègues Spectateurs : 1 600 Diffuseur : beIN Sports Arbitrage : Mathieu Vernice |

| 6 janvier 2024 | SO Romorantin (N2)                         | 4 - 0   | CS moulien (R1 Guadeloupe) | | |
| 15 h 30 CET    | Popineau 6e 58e · Gagnon 12e · Arzalai 78e | (2 - 0) |                            | Stade Jules-Ladoumègue, Romorantin-Lanthenay Spectateurs : 2 410 Diffuseur : beIN Sports et Guadeloupe La 1ère Arbitrage : Mickaël Leleu | Stade Jules-Ladoumègue, Romorantin-Lanthenay Spectateurs : 2 410 Diffuseur : beIN Sports et Guadeloupe La 1ère Arbitrage : Mickaël Leleu |
| 15 h 30 CET    | Rapport                                    |         |                            | Stade Jules-Ladoumègue, Romorantin-Lanthenay Spectateurs : 2 410 Diffuseur : beIN Sports et Guadeloupe La 1ère Arbitrage : Mickaël Leleu | Stade Jules-Ladoumègue, Romorantin-Lanthenay Spectateurs : 2 410 Diffuseur : beIN Sports et Guadeloupe La 1ère Arbitrage : Mickaël Leleu |

| 6 janvier 2024 | Olympique d'Alès (N2) | 1 - 2   | Paris FC (L2)           | | |
| 15 h 30 CET    | Mahamat 90e           | (0 - 1) | 3e Jabbari · 77e Kebbal | Stade Pierre-Pibarot, Alès Spectateurs : 2 820 Diffuseur : beIN Sports Arbitrage : Hakim Ben El Hadj | Stade Pierre-Pibarot, Alès Spectateurs : 2 820 Diffuseur : beIN Sports Arbitrage : Hakim Ben El Hadj |
| 15 h 30 CET    | Rapport               |         |                         | Stade Pierre-Pibarot, Alès Spectateurs : 2 820 Diffuseur : beIN Sports Arbitrage : Hakim Ben El Hadj | Stade Pierre-Pibarot, Alès Spectateurs : 2 820 Diffuseur : beIN Sports Arbitrage : Hakim Ben El Hadj |

| 6 janvier 2024 | US Orléans (N1)        | 2 - 1   | Nîmes Olympique (N1) |                                                                                                 |                                                                                                 |
| 15 h 30 CET    | Dabasse 31e · Vula 49e | (1 - 1) | 28e Laurens          | Stade Marcel-Garcin, Orléans Spectateurs : 1 518 Diffuseur : beIN Sports Arbitrage : Karim Abed | Stade Marcel-Garcin, Orléans Spectateurs : 1 518 Diffuseur : beIN Sports Arbitrage : Karim Abed |
| 15 h 30 CET    | Rapport                |         |                      | Stade Marcel-Garcin, Orléans Spectateurs : 1 518 Diffuseur : beIN Sports Arbitrage : Karim Abed | Stade Marcel-Garcin, Orléans Spectateurs : 1 518 Diffuseur : beIN Sports Arbitrage : Karim Abed |

| 6 janvier 2024 | Entente SSG (N3)                       | 1 - 1 2 - 4 t. a. b. | FC Girondins de Bordeaux (L2)                   | | |
| 18 h 00 CET    | Baradji 17e                            | (1 - 0)              | 66e Ignatenko                                   | Stade Michel-Hidalgo, Saint-Gratien Spectateurs : 3 035 Diffuseur : beIN Sports Arbitrage : Guillaume Paradis | Stade Michel-Hidalgo, Saint-Gratien Spectateurs : 3 035 Diffuseur : beIN Sports Arbitrage : Guillaume Paradis |
| 18 h 00 CET    | Rapport                                |                      |                                                 | Stade Michel-Hidalgo, Saint-Gratien Spectateurs : 3 035 Diffuseur : beIN Sports Arbitrage : Guillaume Paradis | Stade Michel-Hidalgo, Saint-Gratien Spectateurs : 3 035 Diffuseur : beIN Sports Arbitrage : Guillaume Paradis |
| 18 h 00 CET    | Kissy · El Khemiri · Gouriche · Camara | Tirs au but 2 - 4    | Barbet · Livolant · Ignatenko · Vipotnik · Pitu | Stade Michel-Hidalgo, Saint-Gratien Spectateurs : 3 035 Diffuseur : beIN Sports Arbitrage : Guillaume Paradis | Stade Michel-Hidalgo, Saint-Gratien Spectateurs : 3 035 Diffuseur : beIN Sports Arbitrage : Guillaume Paradis |

| 7 janvier 2024 | RC Lens (L1)                                                                             | 2 - 2 5 - 6 t. a. b. | AS Monaco (L1)                                                                          | | |
| 14 h 30 CET    | Maouassa 43e · Sotoca 62e                                                                | (1 - 2)              | 1re Ben Yedder · 21e Akliouche                                                          | Stade Bollaert-Delelis, Lens Spectateurs : 37 571 Diffuseur : beIN Sports 1 et France 3 Arbitrage : Bastien Dechepy | Stade Bollaert-Delelis, Lens Spectateurs : 37 571 Diffuseur : beIN Sports 1 et France 3 Arbitrage : Bastien Dechepy |
| 14 h 30 CET    | Rapport                                                                                  |                      |                                                                                         | Stade Bollaert-Delelis, Lens Spectateurs : 37 571 Diffuseur : beIN Sports 1 et France 3 Arbitrage : Bastien Dechepy | Stade Bollaert-Delelis, Lens Spectateurs : 37 571 Diffuseur : beIN Sports 1 et France 3 Arbitrage : Bastien Dechepy |
| 14 h 30 CET    | Saïd · Sotoca · Fulgini · Medina · Danso · Frankowski · Aguilar · El Aynaoui · Thomasson | Tirs au but 5 - 6    | Ben Yedder · Fofana · Vanderson · Boadu · Zakaria · Maripán · Diop · Ouattara · Magassa | Stade Bollaert-Delelis, Lens Spectateurs : 37 571 Diffuseur : beIN Sports 1 et France 3 Arbitrage : Bastien Dechepy | Stade Bollaert-Delelis, Lens Spectateurs : 37 571 Diffuseur : beIN Sports 1 et France 3 Arbitrage : Bastien Dechepy |

| 7 janvier 2024 | Le Havre AC (L1)           | 2 - 1   | SM Caen (L2) | | |
| 14 h 30 CET    | Joujou 16e · Kouziaïev 43e | (2 - 1) | 26e Kyeremeh | Stade Océane, Le Havre Spectateurs : 20 198 Diffuseur : beIN Sports et France 3 Arbitrage : Benoît Bastien | Stade Océane, Le Havre Spectateurs : 20 198 Diffuseur : beIN Sports et France 3 Arbitrage : Benoît Bastien |
| 14 h 30 CET    | Rapport                    |         |              | Stade Océane, Le Havre Spectateurs : 20 198 Diffuseur : beIN Sports et France 3 Arbitrage : Benoît Bastien | Stade Océane, Le Havre Spectateurs : 20 198 Diffuseur : beIN Sports et France 3 Arbitrage : Benoît Bastien |

- Groupe D

| 5 janvier 2024 | Pau FC (L2) | 1 - 4   | FC Nantes (L1)                            |                                                                                            |                                                                                            |
| 18 h 00 CET    | Sylla 15e   | (1 - 0) | 49e Mollet · 80e 83e Kadewere · 88e Bamba | Nouste Camp, Pau Spectateurs : 3 753 Diffuseur : beIN Sports Arbitrage : Pierre Gaillouste | Nouste Camp, Pau Spectateurs : 3 753 Diffuseur : beIN Sports Arbitrage : Pierre Gaillouste |
| 18 h 00 CET    | Rapport     |         |                                           | Nouste Camp, Pau Spectateurs : 3 753 Diffuseur : beIN Sports Arbitrage : Pierre Gaillouste | Nouste Camp, Pau Spectateurs : 3 753 Diffuseur : beIN Sports Arbitrage : Pierre Gaillouste |

| 5 janvier 2024 | FC Challans (N3) | 0 - 4   | Rodez AF (L2)                        | | |
| 18 h 00 CET    |                  | (0 - 2) | 3e 14e 64e Corredor · 55e Hountondji | Stade Jean Léveillé, Challans Spectateurs : 2 400 Diffuseur : beIN Sports Arbitrage : William Toulliou | Stade Jean Léveillé, Challans Spectateurs : 2 400 Diffuseur : beIN Sports Arbitrage : William Toulliou |
| 18 h 00 CET    | Rapport          |         |                                      | Stade Jean Léveillé, Challans Spectateurs : 2 400 Diffuseur : beIN Sports Arbitrage : William Toulliou | Stade Jean Léveillé, Challans Spectateurs : 2 400 Diffuseur : beIN Sports Arbitrage : William Toulliou |

| 6 janvier 2024 | Avoine OCC (N2) | 0 - 4   | RC Strasbourg (L1)                       | | |
| 18 h 00 CET    |                 | (0 - 2) | 14e Gameiro · 17e 73e Dion · 89e Bechikh | Stade de la Vallée du Cher, Tours Spectateurs : 10 000 Diffuseur : beIN Sports Arbitrage : Jérémy Stinat | Stade de la Vallée du Cher, Tours Spectateurs : 10 000 Diffuseur : beIN Sports Arbitrage : Jérémy Stinat |
| 18 h 00 CET    | Rapport         |         |                                          | Stade de la Vallée du Cher, Tours Spectateurs : 10 000 Diffuseur : beIN Sports Arbitrage : Jérémy Stinat | Stade de la Vallée du Cher, Tours Spectateurs : 10 000 Diffuseur : beIN Sports Arbitrage : Jérémy Stinat |

| 6 janvier 2024 | VHF Les Herbiers (N2)                         | 2 - 2 3 - 4 t. a. b. | LB Châteauroux (N1)                       | | |
| 18 h 00 CET    | Billy 66e 70e                                 | (0 - 1)              | 45+4e Mille · 90+6e Pirès                 | Parc des Sports Massabielle, Les Herbiers Spectateurs : 3 642 Diffuseur : beIN Sports Arbitrage : Olivier Thual | Parc des Sports Massabielle, Les Herbiers Spectateurs : 3 642 Diffuseur : beIN Sports Arbitrage : Olivier Thual |
| 18 h 00 CET    | Rapport                                       |                      |                                           | Parc des Sports Massabielle, Les Herbiers Spectateurs : 3 642 Diffuseur : beIN Sports Arbitrage : Olivier Thual | Parc des Sports Massabielle, Les Herbiers Spectateurs : 3 642 Diffuseur : beIN Sports Arbitrage : Olivier Thual |
| 18 h 00 CET    | Brélivet · Lavenant · Taha · Nilor · Lavenant | Tirs au but 3 - 4    | Mbengue · Mendy · Sylva · Mille · Durbant | Parc des Sports Massabielle, Les Herbiers Spectateurs : 3 642 Diffuseur : beIN Sports Arbitrage : Olivier Thual | Parc des Sports Massabielle, Les Herbiers Spectateurs : 3 642 Diffuseur : beIN Sports Arbitrage : Olivier Thual |

| 7 janvier 2024 | Bergerac Périgord FC (N2) | 2 - 1   | FC Libourne (N2) |                                                                                                   |                                                                                                   |
| 17 h 30 CET    | Tressens 37e · M'Laab 45e | (2 - 1) | 35e Souané       | Stade de Campréal, Bergerac Spectateurs : 1 000 Diffuseur : beIN Sports Arbitrage : Mikaël Lesage | Stade de Campréal, Bergerac Spectateurs : 1 000 Diffuseur : beIN Sports Arbitrage : Mikaël Lesage |
| 17 h 30 CET    | Rapport                   |         |                  | Stade de Campréal, Bergerac Spectateurs : 1 000 Diffuseur : beIN Sports Arbitrage : Mikaël Lesage | Stade de Campréal, Bergerac Spectateurs : 1 000 Diffuseur : beIN Sports Arbitrage : Mikaël Lesage |

| 7 janvier 2024 | FC Dieppe (N3) | 0 - 4   | Stade lavallois (L2)                                  | | |
| 17 h 30 CET    |                | (0 - 1) | 8e Bobichon · 49e Kadile · 63e Sanna · 71e Tchokounté | Stade Jean Dasnias, Saint-Aubin-sur-Scie Spectateurs : 4 316 Diffuseur : beIN Sports Arbitrage : Thierry Bouille | Stade Jean Dasnias, Saint-Aubin-sur-Scie Spectateurs : 4 316 Diffuseur : beIN Sports Arbitrage : Thierry Bouille |
| 17 h 30 CET    | Rapport        |         |                                                       | Stade Jean Dasnias, Saint-Aubin-sur-Scie Spectateurs : 4 316 Diffuseur : beIN Sports Arbitrage : Thierry Bouille | Stade Jean Dasnias, Saint-Aubin-sur-Scie Spectateurs : 4 316 Diffuseur : beIN Sports Arbitrage : Thierry Bouille |

| 7 janvier 2024 | Dinan Léhon FC (N2) | 0 - 3   | Stade de Reims (L1)        | | |
| 17 h 30 CET    |                     | (0 - 2) | 5e 8e Diakhon · 80e Daramy | Stade du Clos Gastel, Dinan Spectateurs : 2 700 Diffuseur : beIN Sports Arbitrage : Marc Bollengier | Stade du Clos Gastel, Dinan Spectateurs : 2 700 Diffuseur : beIN Sports Arbitrage : Marc Bollengier |
| 17 h 30 CET    | Rapport             |         |                            | Stade du Clos Gastel, Dinan Spectateurs : 2 700 Diffuseur : beIN Sports Arbitrage : Marc Bollengier | Stade du Clos Gastel, Dinan Spectateurs : 2 700 Diffuseur : beIN Sports Arbitrage : Marc Bollengier |

| 7 janvier 2024 | US Revel (R1) | 0 - 9   | Paris Saint-Germain (L1)                                                                                   |                                                                                                   |                                                                                                   |
| 20 h 45 CET    |               | (0 - 4) | 16e 45e 48e Mbappé · 38e (csc) N'Guessan · 43e Asensio · 71e (pen.) Ramos · 76e 90e Kolo Muani · 87e Ndour | Stade Pierre-Fabre, Castres Spectateurs : 9 351 Diffuseur : beIN Sports Arbitrage : Florent Batta | Stade Pierre-Fabre, Castres Spectateurs : 9 351 Diffuseur : beIN Sports Arbitrage : Florent Batta |
| 20 h 45 CET    | Rapport       |         | | Stade Pierre-Fabre, Castres Spectateurs : 9 351 Diffuseur : beIN Sports Arbitrage : Florent Batta | Stade Pierre-Fabre, Castres Spectateurs : 9 351 Diffuseur : beIN Sports Arbitrage : Florent Batta |

### Seizièmes de finale
Le tirage au sort est organisé le lundi 8 janvier entre 19h00 et 20h15 sur le plateau de l'émission « Jour de Coupe » diffusée sur la chaîne beIN Sports 1 en présence de Tamara Horacek, championne du monde de handball en décembre 2023, et Benjamin Moukandjo, vainqueur de l'édition 2017 de la Coupe d'Afrique des nations,.

#### Rencontres
| 19 janvier 2024 | Bergerac Périgord FC (N2) | 1 - 2   | Olympique lyonnais (L1)   | | |
| 20h45           | Escarpit 45+1e            | (1 - 1) | 37e Fofana · 78e Caqueret | Stade de Beaublanc, Limoges Spectateurs : 10 000 Diffuseur : beIN Sports Arbitrage : Florent Batta | Stade de Beaublanc, Limoges Spectateurs : 10 000 Diffuseur : beIN Sports Arbitrage : Florent Batta |
| 20h45           | Rapport                   |         |                           | Stade de Beaublanc, Limoges Spectateurs : 10 000 Diffuseur : beIN Sports Arbitrage : Florent Batta | Stade de Beaublanc, Limoges Spectateurs : 10 000 Diffuseur : beIN Sports Arbitrage : Florent Batta |

| 20 janvier 2024 | FC Nantes (L1) | 0 - 1   | Stade lavallois (L2) | | |
| 17h30           |                | (0 - 0) | 60e Tchokounté       | Stade de la Beaujoire, Nantes Spectateurs : 31 962 Diffuseur : beIN Sports Arbitrage : Ruddy Buquet | Stade de la Beaujoire, Nantes Spectateurs : 31 962 Diffuseur : beIN Sports Arbitrage : Ruddy Buquet |
| 17h30           | Rapport        |         |                      | Stade de la Beaujoire, Nantes Spectateurs : 31 962 Diffuseur : beIN Sports Arbitrage : Ruddy Buquet | Stade de la Beaujoire, Nantes Spectateurs : 31 962 Diffuseur : beIN Sports Arbitrage : Ruddy Buquet |

| 20 janvier 2024 | FC Girondins de Bordeaux (L2) | 2 - 3   | OGC Nice (L1)                        | | |
| 17h30           | Livolant 59e · Weissbeck 76e  | (0 - 1) | 35e Guessand · 47e (pen.) 60e Sanson | Matmut Atlantique, Bordeaux Spectateurs : 22 969 Diffuseur : beIN Sports Arbitrage : Thomas Léonard | Matmut Atlantique, Bordeaux Spectateurs : 22 969 Diffuseur : beIN Sports Arbitrage : Thomas Léonard |
| 17h30           | Rapport                       |         |                                      | Matmut Atlantique, Bordeaux Spectateurs : 22 969 Diffuseur : beIN Sports Arbitrage : Thomas Léonard | Matmut Atlantique, Bordeaux Spectateurs : 22 969 Diffuseur : beIN Sports Arbitrage : Thomas Léonard |

| 20 janvier 2024 | Le Puy Foot 43 Auvergne (N2) | 2 - 1   | USL Dunkerque (L2) | | |
| 17h30           | Karamoko 13e 32e             | (2 - 0) | 77e Courtet        | Stade Charles-Massot, Le Puy-en-Velay Spectateurs : 2 790 Diffuseur : beIN Sports Arbitrage : Benoît Millot | Stade Charles-Massot, Le Puy-en-Velay Spectateurs : 2 790 Diffuseur : beIN Sports Arbitrage : Benoît Millot |
| 17h30           | Rapport                      |         |                    | Stade Charles-Massot, Le Puy-en-Velay Spectateurs : 2 790 Diffuseur : beIN Sports Arbitrage : Benoît Millot | Stade Charles-Massot, Le Puy-en-Velay Spectateurs : 2 790 Diffuseur : beIN Sports Arbitrage : Benoît Millot |

| 20 janvier 2024 | Trélissac FC (N2) | 1 - 2   | Stade brestois 29 (L1)         | | |
| 17h30           | Bisson 75e        | (0 - 0) | 78e (pen.) Lala · 88e Satriano | Stade Firmin-Daudou, Trélissac Spectateurs : 2 400 Diffuseur : beIN Sports Arbitrage : Jérôme Brisard | Stade Firmin-Daudou, Trélissac Spectateurs : 2 400 Diffuseur : beIN Sports Arbitrage : Jérôme Brisard |
| 17h30           | Rapport           |         |                                | Stade Firmin-Daudou, Trélissac Spectateurs : 2 400 Diffuseur : beIN Sports Arbitrage : Jérôme Brisard | Stade Firmin-Daudou, Trélissac Spectateurs : 2 400 Diffuseur : beIN Sports Arbitrage : Jérôme Brisard |

| 20 janvier 2024 | Valenciennes FC (L2)   | 2 - 1   | Paris FC (L2) | | |
| 17h30           | Ondoa 15e · Masson 48e | (1 - 1) | 10e Kebbal    | Stade du Hainaut, Valenciennes Spectateurs : 3 131 Diffuseur : beIN Sports Arbitrage : Benoît Bastien | Stade du Hainaut, Valenciennes Spectateurs : 3 131 Diffuseur : beIN Sports Arbitrage : Benoît Bastien |
| 17h30           | Rapport                |         |               | Stade du Hainaut, Valenciennes Spectateurs : 3 131 Diffuseur : beIN Sports Arbitrage : Benoît Bastien | Stade du Hainaut, Valenciennes Spectateurs : 3 131 Diffuseur : beIN Sports Arbitrage : Benoît Bastien |

| 20 janvier 2024 | Rodez AF (L2) | 1 - 3   | AS Monaco (L1)                |                                                                                                |                                                                                                |
| 17h30           | Mambo 21e     | (1 - 1) | 10e (pen.) 50e 58e Ben Yedder | Stade Paul-Lignon, Rodez Spectateurs : 3 263 Diffuseur : beIN Sports Arbitrage : Jérémy Stinat | Stade Paul-Lignon, Rodez Spectateurs : 3 263 Diffuseur : beIN Sports Arbitrage : Jérémy Stinat |
| 17h30           | Rapport       |         |                               | Stade Paul-Lignon, Rodez Spectateurs : 3 263 Diffuseur : beIN Sports Arbitrage : Jérémy Stinat | Stade Paul-Lignon, Rodez Spectateurs : 3 263 Diffuseur : beIN Sports Arbitrage : Jérémy Stinat |

| 20 janvier 2024 | US Orléans (N1) | 1 - 4   | Paris Saint-Germain (L1)                       | | |
| 20h45           | Saint-Ruf 86e   | (0 - 1) | 16e 63e (pen.) Mbappé · 72e Ramos · 88e Mayulu | Stade de la Source, Orléans Spectateurs : 7 800 Diffuseur : beIN Sports Arbitrage : Marc Bollengier | Stade de la Source, Orléans Spectateurs : 7 800 Diffuseur : beIN Sports Arbitrage : Marc Bollengier |
| 20h45           | Rapport         |         |                                                | Stade de la Source, Orléans Spectateurs : 7 800 Diffuseur : beIN Sports Arbitrage : Marc Bollengier | Stade de la Source, Orléans Spectateurs : 7 800 Diffuseur : beIN Sports Arbitrage : Marc Bollengier |

| 21 janvier 2024 | Clermont Foot 63 (L1) | 1 - 3   | RC Strasbourg (L1)                 | | |
| 17h30           | Zeffane 88e           | (0 - 1) | 32e Sylla · 48e Diarra · 60e Bakwa | Stade Gabriel-Montpied, Clermont-Ferrand Spectateurs : 8 100 Diffuseur : beIN Sports Arbitrage : Mathieu Vernice | Stade Gabriel-Montpied, Clermont-Ferrand Spectateurs : 8 100 Diffuseur : beIN Sports Arbitrage : Mathieu Vernice |
| 17h30           | Rapport               |         |                                    | Stade Gabriel-Montpied, Clermont-Ferrand Spectateurs : 8 100 Diffuseur : beIN Sports Arbitrage : Mathieu Vernice | Stade Gabriel-Montpied, Clermont-Ferrand Spectateurs : 8 100 Diffuseur : beIN Sports Arbitrage : Mathieu Vernice |

| 21 janvier 2024 | Racing CFF (N2) | 0 - 1   | LOSC Lille (L1) | | |
| 17h30           |                 | (0 - 1) | 33e Haraldsson  | Stade Walter-Luzi, Chambly Spectateurs : 2 517 Diffuseur : beIN Sports Arbitrage : Eric Wattellier | Stade Walter-Luzi, Chambly Spectateurs : 2 517 Diffuseur : beIN Sports Arbitrage : Eric Wattellier |
| 17h30           | Rapport         |         |                 | Stade Walter-Luzi, Chambly Spectateurs : 2 517 Diffuseur : beIN Sports Arbitrage : Eric Wattellier | Stade Walter-Luzi, Chambly Spectateurs : 2 517 Diffuseur : beIN Sports Arbitrage : Eric Wattellier |

| 21 janvier 2024 | FC Rouen (N1) | 3 - 3 12 - 11 t. a. b. | Toulouse FC (L1) | | |
| 17h30           | Berrezkami 16e · Sanson 43e (pen.) · Bouzamoucha 64e                                                                       | (2 - 2)                | 19e (pen.) Sierro · 32e Gboho · 90+2e Nicolaisen                                                                       | Stade Robert-Diochon, Le Petit-Quevilly Spectateurs : 6 000 Diffuseur : beIN Sports Arbitrage : Bastien Dechepy | Stade Robert-Diochon, Le Petit-Quevilly Spectateurs : 6 000 Diffuseur : beIN Sports Arbitrage : Bastien Dechepy |
| 17h30           | Rapport |                        | | Stade Robert-Diochon, Le Petit-Quevilly Spectateurs : 6 000 Diffuseur : beIN Sports Arbitrage : Bastien Dechepy | Stade Robert-Diochon, Le Petit-Quevilly Spectateurs : 6 000 Diffuseur : beIN Sports Arbitrage : Bastien Dechepy |
| 17h30           | Sahloune · Bassin · Benzia · Allée · Ouadah · Sanson · Bernasque · Bouzamoucha · Bezzekhami · Aggoune · Kabongo · Sahloune | Tirs au but 12 - 11    | Suazo · Sierro · Schmidt · Dallinga · Gelabert · Skyttä · Nicolaisen · Edjouma · Babicka · Mawissa · Domínguez · Suazo | Stade Robert-Diochon, Le Petit-Quevilly Spectateurs : 6 000 Diffuseur : beIN Sports Arbitrage : Bastien Dechepy | Stade Robert-Diochon, Le Petit-Quevilly Spectateurs : 6 000 Diffuseur : beIN Sports Arbitrage : Bastien Dechepy |

| 21 janvier 2024 | LB Châteauroux (N1) | 0 - 1   | Le Havre AC (L1) | | |
| 17h30           |                     | (0 - 1) | 45+1e Ngoura     | Stade Gaston-Petit, Châteauroux Spectateurs : 3 313 Diffuseur : beIN Sports Arbitrage : Nicolas Rainville | Stade Gaston-Petit, Châteauroux Spectateurs : 3 313 Diffuseur : beIN Sports Arbitrage : Nicolas Rainville |
| 17h30           | Rapport             |         |                  | Stade Gaston-Petit, Châteauroux Spectateurs : 3 313 Diffuseur : beIN Sports Arbitrage : Nicolas Rainville | Stade Gaston-Petit, Châteauroux Spectateurs : 3 313 Diffuseur : beIN Sports Arbitrage : Nicolas Rainville |

| 21 janvier 2024 | AS Saint-Priest (N3)                    | 4 - 1   | SO Romorantin (N2) | | |
| 17h30           | Pottier 36e 70e · Essimi 40e · Mila 50e | (2 - 0) | 89e Beaka          | Stade Jacques Joly, Saint-Priest Spectateurs : 2 700 Diffuseur : beIN Sports Arbitrage : Pierre Gaillouste | Stade Jacques Joly, Saint-Priest Spectateurs : 2 700 Diffuseur : beIN Sports Arbitrage : Pierre Gaillouste |
| 17h30           | Rapport                                 |         |                    | Stade Jacques Joly, Saint-Priest Spectateurs : 2 700 Diffuseur : beIN Sports Arbitrage : Pierre Gaillouste | Stade Jacques Joly, Saint-Priest Spectateurs : 2 700 Diffuseur : beIN Sports Arbitrage : Pierre Gaillouste |

| 21 janvier 2024 | FC Sochaux-Montbéliard (N1)                         | 2 - 2 5 - 4 t. a. b. | Stade de Reims (L1)                                        | | |
| 17h30           | Michel 21e · Daho 45e (pen.)                        | (2 - 1)              | 6e 82e Agbadou                                             | Stade Auguste-Bonal, Montbéliard Spectateurs : 18 754 Diffuseur : beIN Sports Arbitrage : Hakim Ben El Hadj | Stade Auguste-Bonal, Montbéliard Spectateurs : 18 754 Diffuseur : beIN Sports Arbitrage : Hakim Ben El Hadj |
| 17h30           | Rapport                                             |                      |                                                            | Stade Auguste-Bonal, Montbéliard Spectateurs : 18 754 Diffuseur : beIN Sports Arbitrage : Hakim Ben El Hadj | Stade Auguste-Bonal, Montbéliard Spectateurs : 18 754 Diffuseur : beIN Sports Arbitrage : Hakim Ben El Hadj |
| 17h30           | Hoggas · Liénard · Zohi · Daho · Macalou · Fontaine | Tirs au but 5 - 4    | Teuma · Khadra · Daramy · Wilson-Esbrand · Agbadou · Okumu | Stade Auguste-Bonal, Montbéliard Spectateurs : 18 754 Diffuseur : beIN Sports Arbitrage : Hakim Ben El Hadj | Stade Auguste-Bonal, Montbéliard Spectateurs : 18 754 Diffuseur : beIN Sports Arbitrage : Hakim Ben El Hadj |

| 21 janvier 2024 | Stade rennais FC (L1)                                                                       | 1 - 1 9 - 8 t. a. b. | Olympique de Marseille (L1)                                                            | | |
| 21h05           | Terrier 53e                                                                                 | (0 - 1)              | 29e Veretout                                                                           | Roazhon Park, Rennes Spectateurs : 28 151 Diffuseur : beIN Sports, France 3 Arbitrage : Jérémie Pignard | Roazhon Park, Rennes Spectateurs : 28 151 Diffuseur : beIN Sports, France 3 Arbitrage : Jérémie Pignard |
| 21h05           | Rapport                                                                                     |                      |                                                                                        | Roazhon Park, Rennes Spectateurs : 28 151 Diffuseur : beIN Sports, France 3 Arbitrage : Jérémie Pignard | Roazhon Park, Rennes Spectateurs : 28 151 Diffuseur : beIN Sports, France 3 Arbitrage : Jérémie Pignard |
| 21h05           | Kalimuendo · Bourigeaud · Santamaria · Le Fée · Blas · Yildirim · Omari · Belocian · Nagida | Tirs au but 9 - 8    | Veretout · Balerdi · Vitinha · Aubameyang · Onana · Henrique · Clauss · Garcia · Gigot | Roazhon Park, Rennes Spectateurs : 28 151 Diffuseur : beIN Sports, France 3 Arbitrage : Jérémie Pignard | Roazhon Park, Rennes Spectateurs : 28 151 Diffuseur : beIN Sports, France 3 Arbitrage : Jérémie Pignard |

| 24 janvier 2024 | Entente Feignies Aulnoye FC (N2) | 0 - 4   | Montpellier HSC (L1)                        |                                                                                |                                                                                |
| 18h00           |                                  | (0 - 0) | 58e Omeragić · 73e 90+2e Adams · 90e Delaye | Stade Léo-Lagrange, Maubeuge Diffuseur : beIN Sports Arbitrage : Willy Delajod | Stade Léo-Lagrange, Maubeuge Diffuseur : beIN Sports Arbitrage : Willy Delajod |
| 18h00           | Rapport                          |         |                                             | Stade Léo-Lagrange, Maubeuge Diffuseur : beIN Sports Arbitrage : Willy Delajod | Stade Léo-Lagrange, Maubeuge Diffuseur : beIN Sports Arbitrage : Willy Delajod |

### Huitièmes de finale

#### Rencontres
| 6 février 2024 | FC Sochaux-Montbéliard (N1) | 1 - 6   | Stade rennais FC (L1)                                            | | |
| 20h45          | Viltard 65e (pen.)          | (0 - 4) | 24e 47e Gouiri · 29e Salah · 35e 41e Kalimuendo · 81e Bourigeaud | Stade Auguste-Bonal, Montbéliard Spectateurs : 19 393 Diffuseur : beIN Sports Arbitrage : Jérémy Stinat | Stade Auguste-Bonal, Montbéliard Spectateurs : 19 393 Diffuseur : beIN Sports Arbitrage : Jérémy Stinat |
| 20h45          | Rapport                     |         |                                                                  | Stade Auguste-Bonal, Montbéliard Spectateurs : 19 393 Diffuseur : beIN Sports Arbitrage : Jérémy Stinat | Stade Auguste-Bonal, Montbéliard Spectateurs : 19 393 Diffuseur : beIN Sports Arbitrage : Jérémy Stinat |

| 7 février 2024 | Olympique lyonnais (L1) | 2 - 1   | LOSC Lille (L1) | | |
| 18h30          | Orban 40e · Cherki 47e  | (1 - 0) | 53e Alexsandro  | Parc Olympique lyonnais, Décines-Charpieu Spectateurs : 29 085 Diffuseur : beIN Sports Arbitrage : Benoît Millot | Parc Olympique lyonnais, Décines-Charpieu Spectateurs : 29 085 Diffuseur : beIN Sports Arbitrage : Benoît Millot |
| 18h30          | Rapport                 |         |                 | Parc Olympique lyonnais, Décines-Charpieu Spectateurs : 29 085 Diffuseur : beIN Sports Arbitrage : Benoît Millot | Parc Olympique lyonnais, Décines-Charpieu Spectateurs : 29 085 Diffuseur : beIN Sports Arbitrage : Benoît Millot |

| 7 février 2024 | RC Strasbourg (L1)                  | 3 - 1   | Le Havre AC (L1) | | |
| 20h30          | Bakwa 21e · Emegha 36e · Senaya 90e | (2 - 1) | 30e Ayew         | Stade de la Meinau, Strasbourg Spectateurs : 19 563 Diffuseur : beIN Sports Arbitrage : Clément Turpin | Stade de la Meinau, Strasbourg Spectateurs : 19 563 Diffuseur : beIN Sports Arbitrage : Clément Turpin |
| 20h30          | Rapport                             |         |                  | Stade de la Meinau, Strasbourg Spectateurs : 19 563 Diffuseur : beIN Sports Arbitrage : Clément Turpin | Stade de la Meinau, Strasbourg Spectateurs : 19 563 Diffuseur : beIN Sports Arbitrage : Clément Turpin |

| 7 février 2024 | Montpellier HSC (L1) | 1 - 4   | OGC Nice (L1)                                                        | | |
| 20h30          | Sagnan 75e           | (0 - 3) | 29e Ndayishimiye · 37e Louchet · 39e Cho · 62e (pen.) Claude-Maurice | Stade de la Mosson, Montpellier Spectateurs : 5 769 Diffuseur : beIN Sports Arbitrage : François Letexier | Stade de la Mosson, Montpellier Spectateurs : 5 769 Diffuseur : beIN Sports Arbitrage : François Letexier |
| 20h30          | Rapport              |         |                                                                      | Stade de la Mosson, Montpellier Spectateurs : 5 769 Diffuseur : beIN Sports Arbitrage : François Letexier | Stade de la Mosson, Montpellier Spectateurs : 5 769 Diffuseur : beIN Sports Arbitrage : François Letexier |

| 7 février 2024 | Le Puy Foot 43 Auvergne (N2) | 2 - 1   | Stade lavallois (L2) | | |
| 20h30          | Meyer 25e 90+5e (pen.)       | (1 - 0) | 85e Tchokounté       | Stade Charles-Massot, Le Puy-en-Velay Spectateurs : 4 000 Diffuseur : beIN Sports Arbitrage : Thomas Léonard | Stade Charles-Massot, Le Puy-en-Velay Spectateurs : 4 000 Diffuseur : beIN Sports Arbitrage : Thomas Léonard |
| 20h30          | Rapport                      |         |                      | Stade Charles-Massot, Le Puy-en-Velay Spectateurs : 4 000 Diffuseur : beIN Sports Arbitrage : Thomas Léonard | Stade Charles-Massot, Le Puy-en-Velay Spectateurs : 4 000 Diffuseur : beIN Sports Arbitrage : Thomas Léonard |

| 7 février 2024 | AS Saint-Priest (N3) | 1 - 2   | Valenciennes FC (L2)    | | |
| 20h30          | Benhmida 40e (pen.)  | (1 - 1) | 31e Jung · 80e Doucouré | Stade Pierre-Rajon, Bourgoin-Jallieu Spectateurs : 5 000 Diffuseur : beIN Sports Arbitrage : Florent Batta | Stade Pierre-Rajon, Bourgoin-Jallieu Spectateurs : 5 000 Diffuseur : beIN Sports Arbitrage : Florent Batta |
| 20h30          | Rapport              |         |                         | Stade Pierre-Rajon, Bourgoin-Jallieu Spectateurs : 5 000 Diffuseur : beIN Sports Arbitrage : Florent Batta | Stade Pierre-Rajon, Bourgoin-Jallieu Spectateurs : 5 000 Diffuseur : beIN Sports Arbitrage : Florent Batta |

| 7 février 2024 | Paris Saint-Germain (L1)               | 3 - 1   | Stade brestois 29 (L1) | | |
| 21h10          | Mbappé 34e · Pereira 37e · Ramos 90+2e | (2 - 0) | 65e Mounié             | Parc des Princes, Paris Spectateurs : 43 000 Diffuseur : beIN Sports, France 3 Arbitrage : Benoît Bastien | Parc des Princes, Paris Spectateurs : 43 000 Diffuseur : beIN Sports, France 3 Arbitrage : Benoît Bastien |
| 21h10          | Rapport                                |         |                        | Parc des Princes, Paris Spectateurs : 43 000 Diffuseur : beIN Sports, France 3 Arbitrage : Benoît Bastien | Parc des Princes, Paris Spectateurs : 43 000 Diffuseur : beIN Sports, France 3 Arbitrage : Benoît Bastien |

| 8 février 2024 | FC Rouen (N1)                                                       | 1 - 1 6 - 5 t. a. b. | AS Monaco (L1)                                                          | | |
| 20h45          | Bassin 45+5e                                                        | (1 - 1)              | 35e (pen.) Balogun                                                      | Stade Robert-Diochon, Le Petit-Quevilly Spectateurs : 10 000 Diffuseur : beIN Sports Arbitrage : Ruddy Buquet | Stade Robert-Diochon, Le Petit-Quevilly Spectateurs : 10 000 Diffuseur : beIN Sports Arbitrage : Ruddy Buquet |
| 20h45          | Rapport                                                             |                      |                                                                         | Stade Robert-Diochon, Le Petit-Quevilly Spectateurs : 10 000 Diffuseur : beIN Sports Arbitrage : Ruddy Buquet | Stade Robert-Diochon, Le Petit-Quevilly Spectateurs : 10 000 Diffuseur : beIN Sports Arbitrage : Ruddy Buquet |
| 20h45          | Sahloune · A.Allée · Z.Allée · Benzia · Ouadah · Sanson · Bernasqué | Tirs au but 6 - 5    | Golovine · Ben Seghir · Fofana · Kehrer · Balogun · Maripán · Akliouche | Stade Robert-Diochon, Le Petit-Quevilly Spectateurs : 10 000 Diffuseur : beIN Sports Arbitrage : Ruddy Buquet | Stade Robert-Diochon, Le Petit-Quevilly Spectateurs : 10 000 Diffuseur : beIN Sports Arbitrage : Ruddy Buquet |

### Quarts de finale

#### Rencontres
| 27 février 2024 | Olympique lyonnais (L1)                    | 0 - 0             | RC Strasbourg (L1)                             | Parc Olympique lyonnais, Décines-Charpieu                                                                 | |
| 20h45           |                                            | (0 - 0)           |                                                | Spectateurs : 55 602 Diffuseur : beIN Sports Arbitrage : Benoît Bastien Arbitre vidéo : Pierre Gaillouste | Spectateurs : 55 602 Diffuseur : beIN Sports Arbitrage : Benoît Bastien Arbitre vidéo : Pierre Gaillouste |
| 20h45           | Ćaleta-Car 88e                             | Rapport           | 64e Mwanga · 88e Sissoko · 90+1e Bellaarouch · | Spectateurs : 55 602 Diffuseur : beIN Sports Arbitrage : Benoît Bastien Arbitre vidéo : Pierre Gaillouste | Spectateurs : 55 602 Diffuseur : beIN Sports Arbitrage : Benoît Bastien Arbitre vidéo : Pierre Gaillouste |
| 20h45           | Caqueret · Orban · Maitland-Niles · Cherki | Tirs au but 4 - 3 | Delaine · Doukouré · Sissoko · Emegha · Perrin | Spectateurs : 55 602 Diffuseur : beIN Sports Arbitrage : Benoît Bastien Arbitre vidéo : Pierre Gaillouste | Spectateurs : 55 602 Diffuseur : beIN Sports Arbitrage : Benoît Bastien Arbitre vidéo : Pierre Gaillouste |

| 28 février 2024 | FC Rouen (N1)                                        | 1 - 1             | Valenciennes FC (L2)                          | Stade Robert-Diochon, Le Petit-Quevilly                                                                  | |
| 21h00           | Loppy 90+1e                                          | (0 - 1)           | 26e Oyewusi                                   | Spectateurs : 9 500 Diffuseur : beIN Sports Arbitrage : Jérémie Pignard Arbitre vidéo : Romain Lissorgue | Spectateurs : 9 500 Diffuseur : beIN Sports Arbitrage : Jérémie Pignard Arbitre vidéo : Romain Lissorgue |
| 21h00           | Benkaïd 56e · Sy 65e · Ouadah 84e · Berrezkami 90+8e | Rapport           | 14e Hamache · 25e Woudenberg ·                | Spectateurs : 9 500 Diffuseur : beIN Sports Arbitrage : Jérémie Pignard Arbitre vidéo : Romain Lissorgue | Spectateurs : 9 500 Diffuseur : beIN Sports Arbitrage : Jérémie Pignard Arbitre vidéo : Romain Lissorgue |
| 21h00           | Sahloune · Loppy · Z.Allée · Bernasque               | Tirs au but 2 - 4 | Cuffaut · Venema · Flamarion · Bansé · Lilepo | Spectateurs : 9 500 Diffuseur : beIN Sports Arbitrage : Jérémie Pignard Arbitre vidéo : Romain Lissorgue | Spectateurs : 9 500 Diffuseur : beIN Sports Arbitrage : Jérémie Pignard Arbitre vidéo : Romain Lissorgue |

| 29 février 2024 | Le Puy Foot 43 Auvergne (N2) | 1 - 3   | Stade rennais FC (L1)          | Stade Geoffroy-Guichard, Saint-Étienne                                                                  | |
| 20h45           | Adinay 61e                   | (0 - 1) | 9e Theate · 49e 82e Bourigeaud | Spectateurs : 31 414 Diffuseur : beIN Sports Arbitrage : Hakim Ben El Hadj Arbitre vidéo : Gaël Angoula | Spectateurs : 31 414 Diffuseur : beIN Sports Arbitrage : Hakim Ben El Hadj Arbitre vidéo : Gaël Angoula |
| 20h45           | Diakhabi 53e · Piechocki 82e | Rapport | 90+1e Matusiwa                 | Spectateurs : 31 414 Diffuseur : beIN Sports Arbitrage : Hakim Ben El Hadj Arbitre vidéo : Gaël Angoula | Spectateurs : 31 414 Diffuseur : beIN Sports Arbitrage : Hakim Ben El Hadj Arbitre vidéo : Gaël Angoula |

| 13 mars 2024 | Paris Saint-Germain (L1)            | 3 - 1   | OGC Nice (L1) | Parc des Princes, Paris                                                                                            | |
| 21h10        | Mbappé 14e · Ruiz 33e · Beraldo 60e | (2 - 1) | 37e Laborde   | Spectateurs : 47 000 Diffuseur : beIN Sports, France 3 Arbitrage : François Letexier Arbitre vidéo : Benoît Millot | Spectateurs : 47 000 Diffuseur : beIN Sports, France 3 Arbitrage : François Letexier Arbitre vidéo : Benoît Millot |
| 21h10        | Rapport                             |         |               | Spectateurs : 47 000 Diffuseur : beIN Sports, France 3 Arbitrage : François Letexier Arbitre vidéo : Benoît Millot | Spectateurs : 47 000 Diffuseur : beIN Sports, France 3 Arbitrage : François Letexier Arbitre vidéo : Benoît Millot |

### Demi-finales
| 2 avril 2024 | Olympique lyonnais (L1)              | 3 - 0   | Valenciennes FC (L2)                           | Parc Olympique lyonnais, Décines-Charpieu                                                                   | |
| 20h45        | Lacazette 51e (pen.) 57e · Orban 75e | (0 - 0) |                                                | Spectateurs : 56 719 Diffuseur : beIN Sports Arbitrage : Stéphanie Frappart Arbitre vidéo : Bastien Dechepy | Spectateurs : 56 719 Diffuseur : beIN Sports Arbitrage : Stéphanie Frappart Arbitre vidéo : Bastien Dechepy |
| 20h45        | Mata 42e · Lacazette 50e             | Rapport | 73e Woudenberg · 90+2e Flamarion · 90+5e Basse | Spectateurs : 56 719 Diffuseur : beIN Sports Arbitrage : Stéphanie Frappart Arbitre vidéo : Bastien Dechepy | Spectateurs : 56 719 Diffuseur : beIN Sports Arbitrage : Stéphanie Frappart Arbitre vidéo : Bastien Dechepy |

| 3 avril 2024 | Paris Saint-Germain (L1) | 1 - 0   | Stade rennais FC (L1) | Parc des Princes, Paris                                                                                           | |
| 21h10        | Mbappé 40e               | (1 - 0) |                       | Spectateurs : 45 000 Diffuseur : beIN Sports, France 3 Arbitrage : Ruddy Buquet Arbitre vidéo : Nicolas Rainville | Spectateurs : 45 000 Diffuseur : beIN Sports, France 3 Arbitrage : Ruddy Buquet Arbitre vidéo : Nicolas Rainville |
| 21h10        | Dembélé 69e              | Rapport | 81e Seidu             | Spectateurs : 45 000 Diffuseur : beIN Sports, France 3 Arbitrage : Ruddy Buquet Arbitre vidéo : Nicolas Rainville | Spectateurs : 45 000 Diffuseur : beIN Sports, France 3 Arbitrage : Ruddy Buquet Arbitre vidéo : Nicolas Rainville |

### Finale
En raison des travaux de mise à niveau du stade de France pour les Jeux olympiques et paralympiques de Paris, la finale est délocalisée à Villeneuve-d'Ascq, au stade Pierre-Mauroy,. C'est la première fois dans l'histoire de la compétition qu'une finale est disputée hors de la région parisienne (toutes les précédentes finales se sont disputées à Paris ou dans sa proche banlieue).
| Olympique lyonnais · |                            |  |
| Titulaires :         |                            |  |
|                      |                            |  |
| 23                   | Lucas Perri                |  |
| 22                   | Clinton Mata 73e           |  |
| 12                   | Jake O'Brien               |  |
| 55                   | Duje Ćaleta-Car            |  |
| 03                   | Nicolás Tagliafico         |  |
| 06                   | Maxence Caqueret           |  |
| 31                   | Nemanja Matić 86e          |  |
| 08                   | Corentin Tolisso           |  |
| 18                   | Rayan Cherki 67e           |  |
| 10                   | Alexandre Lacazette        |  |
| 17                   | Saïd Benrahma 73e          |  |
|                      |                            |  |
| Remplaçants :        |                            |  |
| 01                   | Anthony Lopes              |  |
| 07                   | Mama Baldé 86e             |  |
| 09                   | Gift Orban                 |  |
| 11                   | Malick Fofana 73e          |  |
| 14                   | Adryelson                  |  |
| 21                   | Henrique                   |  |
| 25                   | Orel Mangala               |  |
| 37                   | Ernest Nuamah 67e          |  |
| 98                   | Ainsley Maitland-Niles 73e |  |
|                      |                            |  |
| Entraîneur :         |                            |  |
| Pierre Sage          |                            |  |

| Paris Saint-Germain · |                      |  |
| Titulaires :          |                      |  |
|                       |                      |  |
| 99                    | Gianluigi Donnarumma |  |
| 02                    | Achraf Hakimi        |  |
| 05                    | Marquinhos           |  |
| 35                    | Lucas Beraldo        |  |
| 25                    | Nuno Mendes          |  |
| 33                    | Warren Zaïre-Emery   |  |
| 17                    | Vitinha              |  |
| 08                    | Fabián Ruiz          |  |
| 10                    | Ousmane Dembélé 92e  |  |
| 07                    | Kylian Mbappé        |  |
| 29                    | Bradley Barcola 85e  |  |
|                       |                      |  |
| Remplaçants :         |                      |  |
| 80                    | Arnau Tenas          |  |
| 04                    | Manuel Ugarte        |  |
| 09                    | Gonçalo Ramos        |  |
| 11                    | Marco Asensio 92e    |  |
| 15                    | Danilo Pereira       |  |
| 19                    | Lee Kang-in 85e      |  |
| 23                    | Randal Kolo Muani    |  |
| 37                    | Milan Škriniar       |  |
| 42                    | Yoram Zague          |  |
|                       |                      |  |
| Entraîneur :          |                      |  |
| Luis Enrique          |                      |  |

| Olympique lyonnais · |                            |  |
| Titulaires :         |                            |  |
|                      |                            |  |
| 23                   | Lucas Perri                |  |
| 22                   | Clinton Mata 73e           |  |
| 12                   | Jake O'Brien               |  |
| 55                   | Duje Ćaleta-Car            |  |
| 03                   | Nicolás Tagliafico         |  |
| 06                   | Maxence Caqueret           |  |
| 31                   | Nemanja Matić 86e          |  |
| 08                   | Corentin Tolisso           |  |
| 18                   | Rayan Cherki 67e           |  |
| 10                   | Alexandre Lacazette        |  |
| 17                   | Saïd Benrahma 73e          |  |
|                      |                            |  |
| Remplaçants :        |                            |  |
| 01                   | Anthony Lopes              |  |
| 07                   | Mama Baldé 86e             |  |
| 09                   | Gift Orban                 |  |
| 11                   | Malick Fofana 73e          |  |
| 14                   | Adryelson                  |  |
| 21                   | Henrique                   |  |
| 25                   | Orel Mangala               |  |
| 37                   | Ernest Nuamah 67e          |  |
| 98                   | Ainsley Maitland-Niles 73e |  |
|                      |                            |  |
| Entraîneur :         |                            |  |
| Pierre Sage          |                            |  |

| Paris Saint-Germain · |                      |  |
| Titulaires :          |                      |  |
|                       |                      |  |
| 99                    | Gianluigi Donnarumma |  |
| 02                    | Achraf Hakimi        |  |
| 05                    | Marquinhos           |  |
| 35                    | Lucas Beraldo        |  |
| 25                    | Nuno Mendes          |  |
| 33                    | Warren Zaïre-Emery   |  |
| 17                    | Vitinha              |  |
| 08                    | Fabián Ruiz          |  |
| 10                    | Ousmane Dembélé 92e  |  |
| 07                    | Kylian Mbappé        |  |
| 29                    | Bradley Barcola 85e  |  |
|                       |                      |  |
| Remplaçants :         |                      |  |
| 80                    | Arnau Tenas          |  |
| 04                    | Manuel Ugarte        |  |
| 09                    | Gonçalo Ramos        |  |
| 11                    | Marco Asensio 92e    |  |
| 15                    | Danilo Pereira       |  |
| 19                    | Lee Kang-in 85e      |  |
| 23                    | Randal Kolo Muani    |  |
| 37                    | Milan Škriniar       |  |
| 42                    | Yoram Zague          |  |
|                       |                      |  |
| Entraîneur :          |                      |  |
| Luis Enrique          |                      |  |

## Synthèse

### Localisation des clubs de la phase finale
Lyon-La Duchère

 Olympique lyonnais
 FC Rouen 1899

 Quevilly-RM
 Paris FC

 Paris Saint-Germain
| [[Fichier:Ile-de-France_region_location_map.svg\|250px\|{{#if:\|{{{alt}}}\|Coupe de France de football 2023-2024 est dans la page Île-de-France.]]Paris Entente SSG Racing CFF Localisation des clubs franciliens | [[Fichier:Guadeloupe_department_location_map.svg\|225px\|{{#if:\|{{{alt}}}\|Coupe de France de football 2023-2024 est dans la page Guadeloupe.]]CS moulien Localisation du club guadeloupéen | [[Fichier:Martinique_department_location_map.svg\|180px\|{{#if:\|{{{alt}}}\|Coupe de France de football 2023-2024 est dans la page Martinique.]]Golden Lion Localisation du club martiniquais |

| Légende 32es de finale 16es de finale 8es de finale Quarts de finale Demi-finales Finaliste Vainqueur |

### Nombre d'équipes par division et par tour
| Divisions/Tours | T2   | T3   | T4   | T5  | T6  | T7  | T8   | 1/32 | 1/16 | 1/8 | 1/4 | 1/2 | F | V |   |
| --------------- | ---- | ---- | ---- | --- | --- | --- | ---- | ---- | ---- | --- | --- | --- | - | - | - |
| L1 (1)          | ø    | ø    | ø    | ø   | ø   | ø   | ø    | 18   | 15   | 10  | 5   | 3   | 2 | 1 |   |
| L2 (2)          | ø    | ø    | ø    | ø   | ø   | 20  | 17   | 13   | 6    | 2   | 1   | 1   | ø | ø |   |
| N1 (3)          | ø    | ø    | ø    | 18  | 16  | 12  | 8    | 5    | 4    | 2   | 1   | ø   | ø | ø |   |
| N2 (4)          | ø    | ø    | 50   | 48  | 39  | 30  | 19   | 12   | 6    | 1   | 1   | ø   | ø | ø |   |
| N3 (5)          | ø    | 122  | 107  | 90  | 67  | 46  | 25   | 10   | 1    | 1   | ø   | ø   | ø | ø | ø |
| R1 (6)          | 220  | 288  | 221  | 144 | 86  | 43  | 15   | 4    | ø    | ø   | ø   | ø   | ø | ø |   |
| R2 (7)          | 489  | 395  | 242  | 129 | 50  | 12  | 3    | ø    | ø    | ø   | ø   | ø   | ø | ø |   |
| R3 (8)          | 808  | 507  | 265  | 113 | 33  | 7   | 1    | ø    | ø    | ø   | ø   | ø   | ø | ø |   |
| D1/R4 (8/9)     | 893  | 429  | 169  | 41  | 11  | 3   | ø    | ø    | ø    | ø   | ø   | ø   | ø | ø |   |
| D2 (9/10)       | 868  | 315  | 86   | 17  | 4   | ø   | ø    | ø    | ø    | ø   | ø   | ø   | ø | ø |   |
| D3 (10/11)      | 506  | 149  | 40   | 11  | ø   | ø   | ø    | ø    | ø    | ø   | ø   | ø   | ø | ø | ø |
| D4 (11/12)      | 191  | 46   | 7    | ø   | ø   | ø   | ø    | ø    | ø    | ø   | ø   | ø   | ø | ø |   |
| D5 (12/13)      | 70   | 11   | 1    | 1   | ø   | ø   | ø    | ø    | ø    | ø   | ø   | ø   | ø | ø | ø |
| D6 (14)         | 16   | 1    | ø    | ø   | ø   | ø   | ø    | ø    | ø    | ø   | ø   | ø   | ø | ø |   |
| D7 (15)         | 5    | ø    | ø    | ø   | ø   | ø   | ø    | ø    | ø    | ø   | ø   | ø   | ø | ø |   |
| Outre-mer       | ø    | +1   | ø    | ø   | ø   | +3  | +4   | 2    | ø    | ø   | ø   | ø   | ø | ø |   |
| Total           | 4066 | 2264 | 1188 | 612 | 306 | 176 | 88+4 | 64   | 32   | 16  | 8   | 4   | 2 | 1 |   |

1. ↑  Dont 92 commençant à ce niveau dans les régions Pays de la Loire, Corse, Grand Est et Auvergne-Rhône-Alpes où les R1 sont exemptés de 2ème tour.
2. ↑  Dont 7 clubs corses commençant à ce tour.
3. 1 2  Le Départemental 1 correspond au 8e niveau au sein de la ligue Méditerranée : il n'y a pas de championnat de Régional 3 (Structure du football en France).
4. ↑  Dont 3 clubs corses commençant à ce tour.
5. ↑  Dont 2 clubs corses commençant à ce tour.
6. ↑  Entrée du représentant de St-Pierre-et-Miquelon.
7. ↑  Entrée de 3 clubs ultramarins.
8. ↑  Entrée de 4 clubs ultramarins.
9. ↑  Dont 18 clubs Exempts.
10. ↑  3 places vacantes pour double élimination au tour précédent. 9 clubs Exempts.

### Parcours des clubs professionnels
- Les clubs de National font leur entrée dans la compétition lors du 5e tour.
- Les clubs de Ligue 2 font leur entrée dans la compétition lors du 7e tour.
- Les clubs de Ligue 1 font leur entrée dans la compétition lors des 32es de finale.

| Clubs                  | Parcours précédent | Parcours 2023-2024 |
| ---------------------- | ------------------ | ------------------ |
| Stade brestois 29      | 1/16 de finale     | 1/8 de finale      |
| Clermont Foot 63       | 1/32 de finale     | 1/16 de finale     |
| Le Havre AC            | 7e tour            | 1/8 de finale      |
| RC Lens                | 1/4 de finale      | 1/32 de finale     |
| LOSC Lille             | 1/8 de finale      | 1/8 de finale      |
| FC Lorient             | 1/8 de finale      | 1/32 de finale     |
| Olympique lyonnais     | 1/2 finale         | Finaliste          |
| Olympique de Marseille | 1/4 de finale      | 1/16 de finale     |
| FC Metz                | 1/32 de finale     | 1/32 de finale     |
| AS Monaco              | 1/32 de finale     | 1/8 de finale      |
| Montpellier HSC        | 1/32 de finale     | 1/8 de finale      |
| FC Nantes              | Finaliste          | 1/16 de finale     |
| OGC Nice               | 1/32 de finale     | 1/4 de finale      |
| Paris Saint-Germain    | 1/8 de finale      | Vainqueur          |
| Stade de Reims         | 1/8 de finale      | 1/16 de finale     |
| Stade rennais FC       | 1/16 de finale     | 1/2 finale         |
| RC Strasbourg Alsace   | 1/32 de finale     | 1/4 de finale      |
| Toulouse FC            | Vainqueur          | 1/16 de finale     |

| Clubs                 | Parcours précédent | Parcours 2023-2024 |
| --------------------- | ------------------ | ------------------ |
| AC Ajaccio            | 1/16 de finale     | 8e tour            |
| Amiens SC             | 1/32 de finale     | 1/32 de finale     |
| Angers SCO            | 1/8 de finale      | 1/32 de finale     |
| FC Annecy             | 1/2 finale         | 8e tour            |
| AJ Auxerre            | 1/8 de finale      | 1/32 de finale     |
| SC Bastia             | 1/16 de finale     | 7e tour            |
| Girondins de Bordeaux | 1/32 de finale     | 1/16 de finale     |
| SM Caen               | 8e tour            | 1/32 de finale     |
| US Concarneau         | 7e tour            | 7e tour            |
| USL Dunkerque         | 1/32 de finale     | 1/16 de finale     |
| Grenoble Foot 38      | 1/4 de finale      | 8e tour            |
| EA Guingamp           | 8e tour            | 1/32 de finale     |
| Stade lavallois       | 7e tour            | 1/8 de finale      |
| Paris FC              | 1/8 de finale      | 1/16 de finale     |
| Pau FC                | 1/16 de finale     | 1/32 de finale     |
| Quevilly-RM           | 7e tour            | 1/32 de finale     |
| Rodez AF              | 1/4 de finale      | 1/16 de finale     |
| AS Saint-Étienne      | 7e tour            | 8e tour            |
| ES Troyes AC          | 1/32 de finale     | 7e tour            |
| Valenciennes FC       | 1/32 de finale     | 1/2 finale         |

| Clubs                  | Parcours précédent | Parcours 2023-2024 |
| ---------------------- | ------------------ | ------------------ |
| LB Châteauroux         | 1/32 de finale     | 1/16 de finale     |
| Dijon FCO              | 7e tour            | 8e tour            |
| Le Mans FC             | 7e tour            | 6e tour            |
| AS Nancy-Lorraine      | 7e tour            | 5e tour            |
| Nîmes Olympique        | 1/32 de finale     | 1/32 de finale     |
| Chamois niortais       | 1/16 de finale     | 6e tour            |
| US Orléans             | 6e tour            | 1/16 de finale     |
| Red Star FC            | 7e tour            | 7e tour            |
| FC Sochaux-Montbéliard | 8e tour            | 1/8 de finale      |

### Clubs professionnels éliminés par des clubs amateurs
| Tour | Club professionnel       | Club amateur                     | Écart |
| ---- | ------------------------ | -------------------------------- | ----- |
| T5   | AS Nancy-Lorraine (N1)   | ES Thaon (N3)                    | 2     |
| T6   | Chamois niortais FC (N1) | Aviron bayonnais (N3)            | 2     |
| T6   | Le Mans FC (N1)          | SO Cholet (N1)                   | 0     |
| T7   | US Concarneau (L2)       | Stade briochin (N2)              | 2     |
| T7   | ES Troyes AC (L2)        | SAS Épinal (N1)                  | 1     |
| T7   | SC Bastia (L2)           | Lyon-La Duchère (N3)             | 3     |
| T8   | USL Dunkerque (L2)       | Reims Sainte-Anne (N3)           | 3     |
| T8   | FC Annecy (L2)           | US Thionville Lusitanos (N3)     | 3     |
| T8   | Grenoble Foot 38 (L2)    | Chambéry SF (N3)                 | 3     |
| 1/32 | Quevilly-RM (L2)         | Entente Feignies Aulnoye FC (N2) | 2     |
| 1/16 | USL Dunkerque (L2)       | Le Puy Foot 43 Auvergne (N2)     | 2     |
| 1/16 | Toulouse FC (L1)         | FC Rouen (N1)                    | 2     |
| 1/8  | Stade lavallois (L2)     | Le Puy Foot 43 Auvergne (N2)     | 2     |
| 1/8  | AS Monaco (L1)           | FC Rouen (N1)                    | 2     |